# Hörder Kreisbahn

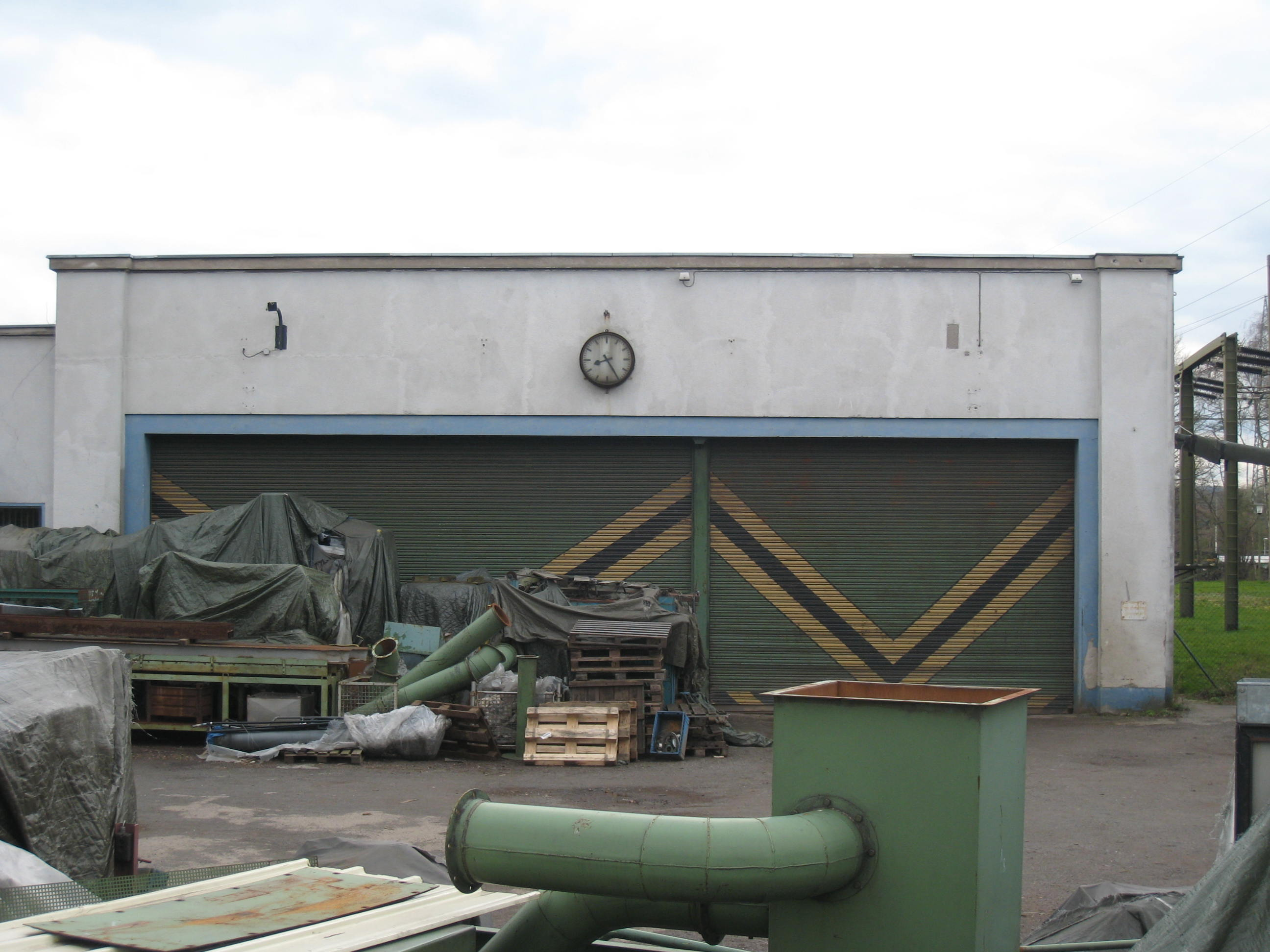
Die Wagenhalle des Betriebshofs der Hörder Kreisbahn an der Hermannstraße ist bis heute erhalten

Die Hörder Kreisbahn war eine Straßenbahngesellschaft auf dem Gebiet des heute weitgehend zu Dortmund gehörenden Kreises Hörde. Im Jahre 1897 bekam die Allgemeine Lokal- und Straßenbahngesellschaft in Berlin (ALSAG) von der Kreisverwaltung des Kreises Hörde den Auftrag, eine Straßenbahn auf ihrem Gebiet einzurichten, und gründete für Bau und Betrieb die Hörder Kreisbahn. Die Gesellschaft selbst benutzte meist die Namensform Hörder Kreisbahnen. Die Strecke sollte, vor allem was die Stromzuführung betraf, nach dem System der finanziell eng verflochtenen Allgemeinen Elektrizitäts-Gesellschaft (AEG) in Berlin eingerichtet werden, wie es auch im Gestattungsvertrag der ALSAG mit der Gemeinde Aplerbeck festgehalten ist. Zu dieser Zeit betrieb die ALSAG auch die normalspurige Straßenbahn in der großen Nachbarstadt Dortmund einschließlich der Linien nach Hörde. Am 14. April 1928, kurz nach der Eingemeindung der Stadt Hörde (1. April 1928) und noch vor der Eingemeindung des größten Teils des Landkreises Hörde (1. August 1929) nach Dortmund durch das Gesetz über die kommunale Neugliederung des rheinisch-westfälischen Industriegebiets ging die Konzession und das Streckennetz der Hörder Kreisbahn an die Dortmunder Straßenbahn GmbH über.

## Schienenstrecken
| Eröffnungsdatum       | Strecke                                                |
| 30. / 31. Januar 1899 | Hörde Rhein. Bhf – Hörde Post – Aplerbeck              |
| 4. März 1899          | Hombruch-Barop – Brünninghausen – Steinerne Brücke     |
| 4. März 1899          | Hörde Rhein. Bhf. – Brünninghausen                     |
| 18. Mai 1899          | Hörde – Schwerte                                       |
| 8. August 1899        | Steinerne Brücke – Block Friedrich-Wilhelm             |
| 8. April 1900         | Barop – Eichlinghofen                                  |
| 30. Mai 1900          | Hörde Piepenstockplatz – Wellinghofen                  |
| 26. März 1902         | Schwerte – Westhofen                                   |
| 26. März 1902         | Asseln – Aplerbeck – Berghofen Gockel (Schwerter Wald) |
| 18. September 1903    | Westhofen – Hohensyburg                                |

Ehemalige Hörder Kreisbahn, größte Ausdehnung des Straßenbahn-Schienennetzes 1903–1915

Wie auf der Karte dargestellt, hatte zwischen 1903 (Eröffnung der Standseilbahn nach Hohensyburg) und dem Ausbruch des Ersten Weltkriegs das Streckennetz der Hörder Kreisbahn seine größte Ausdehnung (ca. 38 km, sieben Linien); so auch dargestellt auf einer Amtlichen Entfernungskarte von 1904 mit Ausnahme der kurzen Abschnitte Rheinischer Bhf. Hörde – Hochofen, Brünninghausen – Steinerne Brücke und Hombruch – Barop.
| Ende planmäßiger Betrieb            | Streckenabschnitt                                                          | Betriebsunterbrechungen                                            |
| 31. August 1910                     | Schwerte, heutige Rathausstr. (ersetzt durch Neubaustrecke über Bhf.)      |                                                                    |
| 30. September 1914                  | Standseilbahn Hohensyburg, Bergstation – Talstation                        | Winterhalbjahre                                                    |
| 30. September 1920                  | Straßenbahn Talstation Hohensyburg – Westhofen Bhf.                        | 30. September 1914 – 1. Mai 1920 (Sonderfahrten am 25. Juni 1921)  |
| 31. Oktober 1922                    | Westhofen Bhf – Schwerte Markt                                             |                                                                    |
| 15. November 1927                   | Hombruch Markt – Barop (Meterspur), Ersatz durch Neubau (Normalspur)       | 15. November 1922 – 1. Januar 1923                                 |
| 8. April 1929                       | Wellinghofen – Hörde Brücherhofstr.                                        |                                                                    |
| 10. Dezember 1933                   | Asseln – ehem. Zeche Schürbank. (Ersatzverkehr mit Bus, später Buslinie)   | Asseln – Zeche Schleswig: 31. Oktober 1922 – 17. Oktober 1928      |
| 10. Dezember 1933                   | ehem. Zeche Schürbank – Aplerbeck (Ersatzverkehr mit Bus, später Buslinie) |                                                                    |
| 1. August 1943 (?)                  | Block Friedrich-Wilhelm – Brünninghausen                                   | 15. November 1922 – 1. Januar 1923                                 |
| vor Kriegsende (21. Februar 1945 ?) | Eichlinghofen – Hörde (ab 16. Oktober 1947 Ersatz durch Obus)              | Abschnitt Eichlinghofen – Barop: 1. November 1922 – 1. Januar 1923 |
| 1952 (16. Juni 1952 ?)              | Aplerbeck – Depot Berghofen                                                | vor Kriegsende (21. Februar 1945 ?) – 18. Mai 1945                 |
| 1953 (4. Mai 1953 ?)                | Depot Berghofen – Hörde (Ersatz durch Obus)                                | vor Kriegsende (21. Februar 1945 ?) – 18. Mai 1945                 |
| 30. Juni 1954                       | Schwerte Markt – Depot Berghofen (Ersatz durch Bus)                        | vor Kriegsende (21. Februar 1945 ?) – 18. Mai 1945                 |
| 1. April 1971                       | Schwerter Wald (Gockel) – Aplerbeck Markt                                  | 2. Mai 1929 – 1. September 1929 (wegen Umspurung)                  |
| 27. Mai 1983                        | Hörde Brücherhofstr. – Hörde Brückenplatz                                  | 8. April 1929 – 10. November 1930 (wegen Umspurung)                |

### Aplerbeck Markt – Hörde Rhein. Bahnhof
Kurzfassung: Die erste Strecke der Hörder Kreisbahn wurde am 30. Januar 1899 zwischen Aplerbeck Markt und der vorläufigen Endhaltestelle Hörde Rheinischer Bahnhof im Westen der Stadt Hörde eröffnet. Wo genau diese Haltestelle lag, ist nicht abschließend belegt. Die Strecke führte von Aplerbeck vorbei an Schüren und am Depot im Hörder Osten (auf Berghofer Gebiet) durch die Chausseestraße (heute Schürufer Straße und Hermannstraße) ins heutige Hörder Zentrum (Hörder Brückenplatz, damalige Haltestelle Hörde Post), weiter über einen niveaugleichen Bahnübergang über die Bergisch-Märkische Bahn (BME) und die Hochofenstraße. Eine wesentliche Verbesserung der Infrastruktur ergab sich 1914 / 1915 durch die Eröffnung einer Straßenunterführung im Verlauf der Hochofenstraße. Der ursprüngliche Wagenpark mit den Nummern 1 – 30 soll von der Kölner Waggonfabrik Herbrand geliefert worden sein, mit elektrischer Ausrüstung von der Firma AEG. Nach der Übernahme der Hörder Kreisbahn durch die Dortmunder Straßenbahn am 14. April 1928 scheiterte die ursprünglich geplante Umspurung auch dieser Strecke auf Normalspur am Geld und an der Setzung anderer Prioritäten. Die Strecke Eichlinghofen – Hörde und damit auch der Stammstrecken-Abschnitt Rheinischer Bahnhof – Hörde wurde deshalb bis zur Stilllegung 1945 in Meterspur betrieben, der Abschnitt Hörde – Aplerbeck konnte schon am 18. Mai 1945 wieder in Betrieb gehen, wurde dann aber abschnittsweise stillgelegt: Depot Berghofen – Aplerbeck (1952) und Depot Berghofen – Hörde (1953).
Im Einzelnen: Die erste Strecke der Hörder Kreisbahn eröffnete am 30. Januar 1899 zwischen Aplerbeck und Hörde, wie alle weiteren Strecken als von Anfang an elektrifizierte Straßenbahn auf Meterspur. Im „Hörder Volksblatt“ von Sonnabend, dem 28. Januar 1899 erschien ein Vorab-Bericht über die noch am gleichen Tag vorgesehene behördliche Abnahme der Strecke Hörde – Aplerbeck und deren geplante Inbetriebnahme am folgenden Montag, dem 30. Januar, sowie über die anstehende Verlängerung der Strecke nach Schwerte mit geplanter Inbetriebnahme am 1. April 1899 (tatsächlich erfolgt am 18. Mai 1899) sowie unter anderem über die Streckenführung zwischen Hörde Post und Aplerbeck Markt. Der westliche Streckenast zum Bahnhof „Hörde rheinisch“ wird nicht erwähnt. Ergänzend gaben die Kreisbahnen in einer Annonce vom 28. Januar 1899 öffentlich bekannt, dass die Betriebseröffnung der Linie Rheinischer Bahnhof – Post Aplerbeck Markt mit dem 30. Januar 1899 erfolgen werde. Vorgesehen sei ein 12-Minuten-Takt, genannt werden auch die vorgesehenen Haltestellen. Die Anzeige erschien in der „Dortmunder Zeitung“ am 30. Januar und im „Hörder Volksblatt“ am 31. Januar 1899 und war unterzeichnet vom Leiter der Betriebs-Verwaltung der Kreisbahnen, Stoephasius. Stoephasius war übrigens ehrenamtlich auch Chef der Hörder Feuerwehr.
Außerdem erschien in der „Dortmunder Zeitung“ vom 1. Februar 1899 eine in blumiger Sprache verfasste Würdigung der Eröffnung der Hörder Kreisbahnen. Der Hauptaugenmerk lag auf den demnächst auch für Dortmunder leichter erreichbaren Ausflugszielen. Erwähnt wurden Schwerte mit dem Freischütz, Westhofen und Hohensyburg, die Hochöfen an der Chaussee nach Schloss Brünninghausen, Barop mit dem Wohnsitz des Industriepioniers Friedrich Harkort und Wellinghofen. Nicht direkt erwähnt wurde der Bahnhof „Hörde rheinisch“. Der Bericht wurde wortgleich auch im „Hörder Volksblatt“ vom 2. Februar 1899 nachgedruckt.

Entgegen der Ankündigung in den Anzeigen der Hörder Kreisbahnen wurde der Betrieb auf dem Westast der Strecke am Eröffnungstag nur bis zum Bahnübergang der Bergisch-Märkischen Bahn an der Chausseestraße (heute Hochofenstraße) aufgenommen, wie die „Dortmunder Zeitung“ am 4. Februar berichtete: 

„Hörde, 3. Febr. Die Straßenbahn-Verbindung Hörde Post – Rhein. Bahnhof Hörde-Hacheney scheint vorläufig nur auf dem Papiere zu stehen. Bis jetzt musste man an der berg.-märk. Bahnüberführung umsteigen. Jenseits der Überführung stand ein Wagen, der von Zeit zu Zeit die Passagiere weiter beförderte. Bei den oft betonten unglücklichen Bahnverhältnissen wird das wohl einstweilen so zu bleiben.“

Schließlich erschien im „General-Anzeiger für Dortmund und die Provinz Westfalen“ am 30. Januar 1899 ein ausführlicherer Bericht über die behördliche Abnahme der Strecke Hörde – Aplerbeck der Hörder Kreisbahnen (und der gleichzeitig eröffneten Verbindungsstrecke Hörde Kreishaus – Hörde Post der Dortmunder Straßenbahn) am 28. Januar 1899. Anwesend waren die Vertreter der Genehmigungsbehörden und zahlreiche lokale Honoratioren. Die Fahrt ging zunächst vom Kreishaus an der Ecke Dortmunder Straße (heute Willem-van-Vloten-Straße) / Viktoriastraße (heute Hörder Semerteichstraße) zur Endstelle Hörde Post, dann westwärts mit der Kreisbahn in Richtung Brünninghausen bis zum Gleisübergang des Anschlussbahn der Zeche Crone über die Chaussee, wieder zurück über Hörde Post zum Depot in Berghofen (im Bickefeld) mit Besichtigung der dortigen Anlagen, schließlich weiter über Schüren nach Aplerbeck.
Der oben erwähnte Bahnübergang der Zechenbahn Crone lag nur etwa 100 m westlich des etwa 300 m langen Sträßchens, das damals von der Chaussee zum heute fast vergessenen Bahnhof „Hörde rheinisch“ führte (etwa im Verlauf der heutigen Heinz-Nixdorf-Straße). Das wirft die nicht endgültig geklärte Frage auf, ob nicht an diesem Bahnübergang auch dauerhaft die als „Bahnhof Hörde rheinisch“ bezeichnete Haltestelle lag. Dass also (entgegen manchen Annahmen) der eigentliche Bahnhof mit dem Empfangsgebäude von der Straßenbahn überhaupt nicht angefahren wurde. Die 1957 in diesem Streckenabschnitt stillgelegte sogenannte Rheinische Bahn, an der der Bahnhof lag, verlief in diesem Abschnitt etwa auf der Achse der heutigen Robert-Schuman-Straße am Nordrand des heutigen Gewerbegebietes Phönix-West. Im weiteren Sinn gehörten zum Bahnhof Hörde rheinisch aber auch die umfangreichen Gütergleise: Der eigentliche Güterbahnhof, die Anschlussgleise zur Verbindungsbahn („Eliasbahn“) zum Stahlwerk Phönix-Ost und weiter mit der Hafenbahn nach Asseln, die internen Gleise des Hochofenwerks einschließlich der Schlackenbahn, die Verbindungskurve zur Bergisch-Märkischen Bahn und der Anschlussbahnhof der Zechenbahn Crone direkt neben der früheren Hochofenstraße. Die Rheinische Bahn ist nicht zu verwechseln mit der ehemaligen Bergisch-Märkischen Bahn, an der der heute einzige Hörder Bahnhof liegt.

Falls es aber doch einen Abzweig der Straßenbahnstrecke von der alten Chaussee Hörde – Brünninghausen nach Norden und direkt zum Bahnhof „Hörde rheinisch“ gegeben haben sollte (etwa im Verlauf der heutigen Heinz-Nixdorf-Straße), ist dieser schnell wieder aufgegeben worden: spätestens bis 1906 (Messtischblatt) oder schon bis 1904 (amtliche Entfernungskarte). Für das (zeitweilige) Vorhandensein eines Gleisabzweiges von der Chaussee zum Bahnhofs-Empfangsgebäudes spricht der Bericht über eine technische Störung an einer Bahnschranke der Rheinischen Bahn im Bereich des Rheinischen Bahnhofs: Falls der Reporter nicht die Rheinische Bahn mit der Zechenbahn Crone oder mit der Bergisch-Märkischen Bahn in Hörde verwechselt hat, müsste die erwähnte Bahnschranke wohl zwischen Chaussee und Empfangsgebäude gelegen haben. Der Text der Meldung: 

„Brünninghausen, 9. Febr. (Betriebsstörung) Eine Betriebsstörung erlitt gestern Abend die elektrische Straßenbahn von Hörde-Hacheney – Aplerbeck dadurch, daß beim Umlegen der an dem Uebergange der Rheinischen Bahn belegenen Barriere der Arbeitsdraht zerschlagen wurde. Hierdurch wurde der Strom zur Erde geleitet und dadurch der Betrieb unterbrochen. Es dauerte nur geraume Zeit und der Betrieb konnte auf der Hauptstrecke Aplerbeck – Hörde wieder aufgenommen werden.“

Der weitere Verlauf der Straßenbahnstrecke führte ostwärts über die Hochofenstraße bis zu einem Bahnübergang der Bergisch-Märkischen Bahn (ab 1914/1915 Straßen-Unterführung) und durch die Hermannstraße (heute z. T. Hörder Bahnhofstraße, damals Chausseestraße) ins Hörder Zentrum mit der Haltestelle Post (später Viktoriastraße, heute Hörder Brückenplatz), unweit des Bergisch-Märkischen Bahnhofs. Über die spätere Hermannstraße (damals Chausseestraße) ging es weiter zum Betriebshof im Hörder Osten (schon auf dem Gebiet von Berghofen) und über die heutige Schürufer Straße durch Schüren zum Aplerbecker Markt.
Der ursprüngliche Wagenpark mit den Nummern 1 – 30 soll von der Kölner Waggonfabrik Herbrand geliefert worden sein, mit elektrischer Ausrüstung von der Firma AEG.
Nach der Übernahme der Hörder Kreisbahn durch die Dortmunder Straßenbahn am 14. April 1928 scheiterte die ursprünglich geplante Umspurung auch dieser Strecke auf Normalspur am Geld und an der Setzung anderer Prioritäten. Die Strecke Eichlinghofen – Hörde und damit auch der Stammstrecken-Abschnitt Rheinischer Bahnhof – Hörde wurde deshalb bis zur Stilllegung 1945 in Meterspur betrieben, der Abschnitt Hörde – Aplerbeck konnte schon am 18. Mai 1945 wieder in Betrieb gehen, wurde dann aber abschnittsweise stillgelegt: Depot Berghofen – Aplerbeck (1952) und Depot Berghofen – Hörde (1953).

### Hombruch-Barop – Brünninghausen – Block Friedr.-Wilhelm (Steinerne Brücke)
Kurzfassung: Am 4. März 1899 wurde die Strecke Hombruch-Barop – Brünninghausen – Steinerne Brücke (unweit der Endstelle „Block Friedrich-Wilhelm“ der Dortmunder Straßenbahn) eröffnet, am gleichen Tag auch die Strecke Hörde (Rheinischer Bahnhof) – Brünninghausen, mit der auch die notwendige Verbindung zum Depot in Berghofen geschaffen wurde. Die Strecke führte vom Hombrucher Amtshaus am Marktplatz ein kurzes Stück durch die heutige Harkortstraße (damals Bahnhofstraße) westwärts, dann nordwärts durch die heutige Hombrucher Straße, durch ein ehemaliges Teilstück der Luisenschachtstraße und die ehemalige 2. Hombrucher Straße (beide heute Teil der Stockumer Straße) zur damaligen Provinzialstraße, einem Abschnitt der Fernstraße Köln – Berlin (heute Stockumer Straße) und auf dieser nach Brünninghausen, dann über die heutige Ardeystraße zum Block Friedrich Wilhelm (Steinerne Brücke). Am 8. August 1899 wurde die Strecke von der Steinernen Brücke bis zum Block Friedrich-Wilhelm verlängert, nachdem die Dortmunder Straßenbahn keine Genehmigung zur niveaugleichen Überquerung der dortigen bergisch-märkischen Bahn erhalten hatte.
Ende 1922 stand aus wirtschaftlichen Gründen die Stilllegung des gesamten Streckennetzes im Raum. Um stärker frequentierte Strecken zu retten, wurde am 15. November 1922 die Strecke Hombruch (Markt) – Block Friedrich-Wilhelm vorübergehend stillgelegt, aber am 1. Januar 1923 wieder eröffnet. Am 15. November 1927 wurde die Meterspurstrecke Barop – Hombruch Markt zu Gunsten der neu gebauten Dortmunder Normalspurstrecke Dortmund – Hombruch Süd aufgegeben. Der Streckenabschnitt Brünninghausen – Block Friedrich-Wilhelm wurde nach gescheiterten Umspurungs-Plänen 1931 noch einmal in Meterspur saniert und bis 1943 als Pendellinie betrieben.
Im Einzelnen: Die Strecken Hörde Rheinischer Bahnhof – Brünninghausen und Hombruch-Barop – Brünninghausen – Steinerne Brücke wurden beide am 4. März 1899 eröffnet. Vielfach wurde und wird noch immer der 4. Februar 1899 als Eröffnungsdatum genannt (auch auf dieser Seite vom 4. April 2004 bis zum 7. Juni 2022), aber diese Angabe ist falsch und durch mehrere Zeitungsmeldungen aus der Zeit widerlegt.

Zuerst wurde mehrfach über die polizeiliche Abnahme der Strecke berichtet, dabei nicht völlig deckungsgleich: Am Rande dieser Meldungen wurde erwähnt, die noch im Bau befindliche Strecke Hörde – Schwerte solle am 1. April eröffnet werden. Am 6. März 1899 berichtet noch einmal der General-Anzeiger vor allem von der Abnahme der Strecke Witten – Annen der Märkischen Straßenbahn, aber auch der Abnahme Hörde – Hombruch: 

„… worauf sich die Kommission nach Hombruch begab, um die daselbst fertig gestellte Strecke auch abzunehmen…“

Am 6. März 1899 veröffentlichten die Hörder Kreisbahnen in der „Dortmunder Zeitung“ diese Anzeige: 

„Bekanntmachung. Wir machen hierdurch bekannt, daß vom heutigen Tage ab nach vorausgegangener landespolizeilicher Abnahme der Betrieb auf den Strecken Hoerde Rheinischer Bahnhof – Brünninghausen (Thomas) u. Hombruch-Barop bis Steinerne Brücke eröffnet worden ist. Die Wagen kursieren in Zwischenräumen von je 12 Minuten. Die Fahrpreise betragen: à 10 Pf. 1. Hoerde Rheinischer Bahnhof bis Brünninghausen (Thomas), 2. Hombruch–Barop bis Brünninghausen (Thomas), 3. Brünninghausen (Thomas) bis Steinerne Brücke, 4. Hoerde Hacheney Rheinischer Bahnhof bis Hoerde Post, à 15 Pf. 1. Hombruch–Barop bis Steinerne Brücke, 2. Brünninghausen (Thomas) bis Hoerde Post, à 25 Pf. Hombruch–Barop bis Hoerde Post. Hoerde, den 4. März 1899. Betriebs-Verwaltung der Hoerder Kreisbahnen.“

Nachdem die zuständige Bahndirektion der Dortmunder Straßenbahn kurz vor Eröffnung der Strecke durch die Hohestraße überraschend die niveaugleiche Überquerung der Bergisch-Märkischen Bahn untersagt hatte, obwohl das Normalspur-Gleis bereits bis zur Dortmunder Stadtgrenze an der Steinernen Brücke verlegt worden war, kam es zu einem Vertrag zwischen den Straßenbahnbetrieben von Hörde und Dortmund, nach dem das Gleis auf Meterspur umgespurt und von der Hörder Kreisbahn betrieben werden sollte, der Umsteigepunkt also zum Block Friedrich-Wilhelm an der Bergisch-Märkischen Bahn verlegt würde. Am 9. August 1899 wurde der Streckenabschnitt in Meterspur wieder in Betrieb genommen.
Die Strecke führte vom Hombrucher Amtshaus am Marktplatz ein kurzes Stück durch die heutige Harkortstraße (damals Bahnhofstraße) westwärts, dann nordwärts durch die heutige Hombrucher Straße, durch ein ehemaliges Teilstück der Luisenschachtstraße und die ehemalige 2. Hombrucher Straße (beide heute Teil der Stockumer Straße) zur heutigen Stockumer Straße (damals in Barop Provinzialstraße, Teil der damaligen Fernstraße Köln – Berlin) und auf dieser nach Brünninghausen, dann über die heutige Ardeystraße zum Block Friedrich-Wilhelm (Steinerne Brücke). Diese Strecke war schon in der ersten Konzession der Hörder Kreisbahn von 1898 enthalten. Etwa 500 Meter nördlich der Steinernen Brücke (über die Emscher), einem Ausflugsziel mit dem gleichnamigen Lokal, der Sommerwirtschaft Kaiser-Wilhelm-Thal, einem Teich und einer Radrennbahn und unweit der damaligen Blockstelle Friedrich-Wilhelm der Bergisch-Märkischen bzw. Hellwegbahn (am heutigen Bahnhof Signal-Iduna-Park) konnte in die normalspurige Dortmunder Straßenbahn (über Ardeystraße und Hohe Straße) zur Stadtmitte umgestiegen werden (eröffnet 1898).
Als gegen Ende des Jahres 1922 die bei der verarmten Kundschaft erzielbaren Fahrgasteinnahmen den Straßenbahnbetrieb nicht mehr decken konnten, erschien die Betriebseinstellung von schwach frequentierten Strecken zu Gunsten der Hauptlinien als einzige Lösung. Deshalb wurde am 15. November 1922 (neben der Strecke Gockel – Aplerbeck – Zeche Schleswig) auch die Strecke Block Friedrich-Wilhelm – Brünninghausen – Barop – Hombruch Markt vorläufig stillgelegt, wie die „Dortmunder Zeitung“ am 13. November 1922 meldete. Am 1. Januar 1923 konnte der Betrieb wieder aufgenommen werden, nachdem es eine vorläufige Vereinbarung mit dem Landkreis über die Finanzierung gab, wie der „Schwerter Zeitung“ vom 3. Januar 1923 zu entnehmen ist. Am 15. November 1927 wurde die Meterspurstrecke Barop – Hombruch Markt zu Gunsten der Dortmunder Normalspurstrecke Dortmund – Hombruch Süd aufgegeben.
Der Abschnitt Block Friedrich-Wilhelm – Brünninghausen sollte eigentlich wie das ganze Schmalspurnetz auf Normalspur umgespurt werden. Das Gleis war aber zwischen der Steinernen Brücke und Brünninghausen schon Anfang 1931 so stark abgefahren, dass nicht auf eine frühestens 1936 finanzierbare Umspurung und Generalsanierung gewartet werden konnte. Die Strecke wurde deshalb 1931 wiederum in Meterspur erneuert und bis 1943 als Pendellinie betrieben. Nach Aufgabe der Umspurungs-Planung wurde die Straßenbahn-Strecke mitten im Zweiten Weltkrieg durch eine Obus-Linie ersetzt (Linie B, später Linie 43 mit Weiterführung nach Schanze). Der User „Der Dortmunder“ veröffentlichte am 4. September 2020 einen mit seinem Team recherchierten Artikel in „drehscheibe-online.de“: „Dortmunder Zeitgeschichte – Block und Zeche Friedrich Wilhelm“. Darin ist unter anderem ein auf den 14. April 1942 datierter Lageplan enthalten, der die im Januar 1934 begonnene und 1935 endgültig fertiggestellte Straßenüberführung (Hohe Straße / Ardeystraße) über die Bergisch-Märkische Bahn darstellt, und darauf (als rote Linie) eine projektierte Gleisverbindung vom Dortmunder Straßenbahnnetz (in Normalspur) zur Endstelle (Stumpfgleis in Meterspur) der ehemaligen Hörder Kreisbahn, die nach älteren Plänen umgespurt werden sollte. Ob diese Planung vor der Umstellung der Strecke auf Obusverkehr noch ausgeführt wurde, ist nicht bekannt.

#### Dortmunder Straßenbahn nach Barop und Hombruch
Kurzfassung: Um 1902 hatte die Stadt Dortmund Interesse am Ausbau des Krückenwegs zu einer besseren Straßenverbindung vom Stadtzentrum zur südlich im Kreis Hörde verlaufenden Fernverkehrs-Chaussee Köln – Berlin beziehungsweise ihrem Teilstück Bochum – Barop – Hörde – Unna. Für ihre Genehmigung und Mitfinanzierung der Straße konnte die Gemeinde Barop die grundsätzliche Zusage der Stadt Dortmund aushandeln, auch eine Straßenbahnstrecke von Dortmund nach Barop über den Krückenweg zu bauen. Das Projekt verzögerte sich aber, weil Dortmund die Übernahme der noch privat betriebenen Straßenbahn in städtischen Besitz vorbereitete und abwarten wollte. Das wurde dann am 1. April 1906 vollzogen. Eine weitere Verzögerung entstand, weil Dortmund um 1911 glaubte, dass die Eingemeindung von Barop nach Dortmund bald bevorstünde und abgewartet werden sollte (In Wirklichkeit geschah dies erst am 1. August 1929).
Schließlich gab es 1914 immer noch Meinungsverschiedenheiten über die Streckenführung zwischen Barop und der Nachbargemeinde Hombruch im Amt Kirchhörde. Während des Ersten Weltkriegs mit seiner Hungerzeit (Stichwort Steckrübenwinter 1916 / 1917), der hohen Inflation der Nachkriegszeit 1918  - 1923 und der Ruhrbesetzung durch die Siegermächte ruhte das Projekt. Immerhin kam es im August 1922 zur Gründung einer Interessengemeinschaft zwischen der Stadt Dortmund und dem Landkreis Hörde für die projektierte Straßenbahnverbindung (nun häufig als Schnellbahn bezeichnet), in die zusätzlich die Verlängerung nach Annen einbezogen wurde.
Die Aufgabe des Ruhrkampfes der Arbeiterschaft gegen die Besatzungsmächte und die Erleichterung der Kreditaufnahme durch den Dawes-Plan vom 16. August 1924 brachte für die kurze Zeit bis zur Weltwirtschaftskrise (ab 1930) etwas finanziellen Spielraum für das Projekt, den die Stadt Dortmund für den Bau und die Fertigstellung des ersten Bauabschnittes bis zum Altersheim am Krückenweg schon 1925 nutzen konnte. In zwei weiteren Bauabschnitten, bis Barop (Haldestraße) am 23. Januar 1927 und bis Hombruch-Süd am 15. November 1927, wurde die Gesamtstrecke eröffnet. Die eigentlich geplante Weiterführung nach Annen wurde wegen der sich ankündigenden Wirtschaftskrise nicht mehr in Angriff genommen.
Die verwirklichte Streckenführung in Barop und Hombruch kann als Kompromiss gesehen werden, der weder Barop noch Hombruch bevorteilte: Weder der Baroper Bahnhof noch der Hombrucher Marktplatz wurden direkt angebunden. Vom Krückenweg kommend kreuzte die Strecke am Parkhaus Barop die heutige Stockumer Straße (früher Provinzialstraße) und führte abseits von Straßen zur vorübergehenden Endhaltestelle Haldestraße (Straße nicht mehr existent). Der Name verwies auf die damalige Abraumhalde der Zeche Louise Tiefbau. Ungefähr an Stelle der damaligen Haldestraße liegt heute die Haltestelle Eierkampstraße, in anderen Meldungen auch „Café Schelp“ genannt. Weiter ging es teils im Straßenraum der heutigen Hombrucher Straße, teils durch freies Gelände daneben zur Kreuzung mit der heutigen Harkortstraße und durch die Deutsch-Luxemburger Straße bis zur Endstelle Hombruch-Süd an der Grotenbachstraße. Im Prinzip wird die Strecke bis heute von der Stadtbahn benutzt.
Im Einzelnen: Als Umspurung im Wortsinn war die Teilstrecke Barop – Hombruch der Dortmunder Straßenbahn eigentlich nicht zu bezeichnen. Sie lag (und liegt) zwar auf einem kurzen Stück parallel zur Seilerstraße (heute Teilabschnitt der Hombrucher Straße), in deren Straßenraum schon das Meterspur-Gleis der Hörder Kreisbahnen lag. Die am 15. November 1927 eröffnete Neubaustrecke dagegen verlief auf einem Unabhängigen Gleiskörper westlich daneben, ohne das alte Gleis zu tangieren. Ebenfalls anders als die beiden wenige Monate später erfolgten Umspurungen ehemals Hörder Strecken, Gockel – Aplerbeck (fertig am 1. September 1929) und der Abschnitt Hörde – Brücherhofstraße der ehemaligen Wellinghofer Strecke (fertig am 11. November 1930), war das Projekt Dortmund – Barop – Hombruch von Anfang an als Verlängerung einer Dortmunder Stadtlinie in den benachbarten Kreis Hörde geplant, darin ähnlich der Strecke Dortmund – Aplerbeck der Dortmunder Straßenbahn (eröffnet am 13. Juni 1913). Allerdings brauchte die Hombrucher Linie sehr lange Zeit bis zur Verwirklichung.
Die Stadt Dortmund hatte um 1902 Interesse am Ausbau des nach Barop führenden Krückenwegs zu einer leistungsfähigen Straßenverbindung zur wichtigen preußischen Fernverkehrsstraße Berlin – Köln, die damals im Dortmunder Bereich nicht über den historischen Hellweg führte, sondern südlich an Dortmund vorbei von Unna über Aplerbeck, Hörde und Barop nach Bochum. Die Gemeinde Barop hatte sich an Planung und Kosten des Ausbaus des Krückenwegs beteiligt und darauf die Zusage der Stadt Dortmund und ihres Straßenbahnunternehmens ausgehandelt, eine Straßenbahnverbindung von Dortmund nach Barop zu bauen.

Das Projekt geriet aber gleich darauf ins Stocken. Ein Grund war, dass sich in Dortmund eine starke Bürgerinitiative dagegen bildete, dass in der Beurhausstraße für die Straßenbahn eine für Dortmund einmalige Allee zur Hälfte zum Opfer fallen sollte, die mit zwei Reihen prächtiger alter Bäume imponierte. Der andere Grund lag in der Straßenbahngesellschaft ALSAG, mit deren Leistungen man in Dortmund schon länger unzufrieden war und deshalb über eine Vertragskündigung nachdachte. Die „Dortmunder Zeitung“ berichtete am 4. April 1902: 

„In der letzten Stadtverordnetensitzung wurde bekanntlich auch die Uebernahme der Straßenbahn durch die Stadt erwähnt. Wie wir hören, ist in den in Frage kommenden Körperschaften auch die Meinung für die Uebernahme eine günstige. Mit Rücksicht darauf dürften die Bestimmungen des Vertrages interessieren, die von der Uerbernahme der Bahn durch die Stadt handeln. Hiernach muß die Stadt bis zum 1. April 1905 erklären, ob sie die Bahn vom 1. April 1906 ab übernehmen will. Als Kaufpreis gilt der 20fachige Betrag des im Durchschnitt der letzten 5 Jahre erzielten Reingewinns. Der Preis ist eventuell durch Schiedsrichter festzusetzen. Bei der Preisbemessung kommt aber nur der Reingewinn in Frage, der auf den im Stadtgebiete belegenen Strecken erzielt wird. Im Falle der Uebernahme ist die Stadt berechtigt, aber nicht verpflichtet, in die mit den Angestellten der Bahn geschlossenen Verträge einzutreten. Während des Jahres vom 1. April 1904 bis dahin 1905 ist die Gesellschaft verpflichtet, die Besichtigung und Prüfung ihres ganzen Unternehmens durch Beauftragte des Magistrats sich gefallen zu lassen und diesen Einsicht in die Geschäftsbücher des hiesigen Unternehmens zu gewähren. Soll die Uebernahme zum 1. April 1906 erfolgen, so hat die Gesellschaft auf Verlangen des Magistrats alle etwa vorgefundenen Mängel schleunigst zu beseitigen. Bei Meinungsverschiedenheiten entscheiden Schiedsrichter. Die Stadt ist nicht berechtigt, in der Zeit vom 1. April 1902 bis dahin 1905 und, falls sie die Verträge zum 1. April 1906 kündigt, einen Antrag auf Erbauung neuer Strecken zu stellen. Aus dem Baue der Linie Bornstraße-Eving wird deshalb wohl vorläufig nichts werden.“

 Die letzten beiden Sätze betreffen auch die Strecke nach Barop: Die lag bis 1. April 1906 erst einmal auf Eis. Eine Art Geschäftsbericht der ALSAG veröffentlichte die „Westfälische Allgemeine Zeitung“ am 23. September 1902. Darin wird die Darstellung in der „Dortmunder Zeitung“ im Wesentlichen bestätigt und die Erwartung ausgedrückt, dass der Verkauf an die Stadt zustande kommt. Man könnte sich aber eine Verpachtung der Betriebsführung vorstellen. Ab dem 1. April hieß das Unternehmen nun also „Städtische Straßenbahn Dortmund“. In einem am 1. April 1911 in der „Schwerter Zeitung“ gedruckten Artikel, in dem es vor allem um den Ausbaustandard des damals geplanten Westfalendamms in Richtung Aplerbeck geht, wird in einer Randnotiz klar, dass es die Stadt Dortmund auch bei der Straßenbahnstrecke nach Barop nicht allzu eilig hatte: 

„An die Frage der Anlage der Straßenbahnstrecke Dortmund–Huckarde und Dortmund–Barop soll erst nach Erledigung der Eingemeindungs-Angelegenheit herangetreten werden.“

 Man glaubte allerdings in Dortmund wohl, dass die Eingemeindung von Barop unmittelbar bevorstünde. In Wirklichkeit geschah dies erst am 1. August 1929. Huckarde wurde schon am 10. Juni 1914 nach Dortmund eingemeindet.

Über die genaue Linienführung am Südende der geplanten Strecke gab es auch 1914 noch Meinungsverschiedenheiten zwischen den rivalisierenden Nachbarortschaften Städtisch-Barop (dem Baroper Gebiet um die heutige Stockumer Straße, das Parkhaus Barop und die Bahnstation Barop) und Hombruch (Teil des Amtes Kirchhörde), die durchgehend bebaut faktisch zu einem Industrie-Vorort zusammengewachsen waren. Der Landkreis Hörde sah das Projekt kritisch, weil man wirtschaftliche Nachteile für die Hörder Kreisbahnen und einen Zentralitätsverlust für die Kreisstadt Hörde befürchtete. Ein Artikel im „General-Anzeiger für Dortmund“ vom 22. Juli 1914 fasst den Stand des Projektes am Vorabend des Ersten Weltkrieges zusammen, 10 Tage vor dessen Beginn: 

„Die Linienführung der Straßenbahn von Dortmund nach Barop ist zwischen den beiden Gemeinden festgelegt. Sie wird über den Krückenweg und die Verlängerung zum Brückenkopf geführt und von dort über die Bismarckstraße zur Station Barop gehen. Da die Bismarckstraße Kreisstraße ist, so wird in der nächsten Sitzung der Kreisausschuß des Kreises Hörde hierzu noch die Genehmigung erteilen müssen. Diese Linienführung wird von der Gemeinde Kirchhörde-Hombruch nicht gewünscht. Sie verlangt eine Führung vom Krückenweg zur Seilerstraße und von dort zum Marktplatz in Hombruch. – Die Gemeinde Barop, die vor etwa 12 Jahren beim Ausbau des Krückenwegs von Dortmund die Zusage für den Bau der jetzt geplanten Straßenbahn erhielt, wird, lt. „Rhein.-Westf. Ztg.“, sich mit einer Linienführung, welche die Interessen Barops ganz außer acht läßt, nicht einverstanden erklären. Um auch der Gemeinde Kirchhörde-Hombruch Entgegenkommen zu zeigen, würde sie der Linienführung von Station Barop über die projektierte Bahnüberführung zur Bahnhofstraße nach Hombruch und von dort zum Markt und über die Seilerstraße zustimmen. Durch diese Schleife von Ende des Krückenweges über Barop und über Hombruch könnten in etwa die Wünsche der beiden Gemeinden durch wechselweises Fahren der Wagen über Barop und über Hombruch erfüllt werden. Die Gemeinde Barop hat sich mit der Eisenbahnverwaltung wegen Aenderung des Bahnüberganges geeinigt, während die Gemeinde Kirchhörde-Hombruch ihr Einverständnis noch nicht gegeben hat. – Man geht wohl nicht fehl, wenn man annimmt, daß die Gemeinde Kirchhörde-Hombruch bei dem projektierten Umbau des Bahnhofes Barop erreichen will, den Personenbahnhof Barop von Barop-Menglinghauser Gebiet auf Kirchhörde-Hombrucher Gebiet zu verlegen. Die Eisenbahnverwaltung dürfte sich aber bis jetzt zu einer solchen Aenderung, die auch kaum im Interesse der Bevölkerung von Hombruch liegt, nicht verstehen können. Ein Antrag der Gemeinde Barop, für den Bau der neuen Straßenbahn mit Dortmund die Garantie der neuen Straßenbahngesellschaft gegenüber wahrzunehmen, wurde nicht angenommen, ein Beweiß, daß die Rentabilität der Straßenbahn Dortmund-Barop als gesichert angesehen wird.“

 Zu den im Artikel erwähnten Straßennamen: Mit „Brückenkopf“ gemeint ist die Brücke der damaligen Provinzialstraße (heute Stockumer Straße) über die Bergisch-Märkische Bahnstrecke Dortmund – Witten. Die damalige Bismarckstraße, später Alleestraße, heißt heute Baroper Bahnhofstraße, die damalige Bahnhofstraße in Hombruch heute Harkortstraße, und die damalige Seilerstraße ist heute Teil der Hombrucher Straße.

Während des Krieges mit Mangelwirtschaft und Ernährungskrise (sogenannter Steckrübenwinter 1916/1917), in der Nachkriegszeit mit hoher Inflation (1918 – 1923) sowie während der Besetzung des Ruhrgebiets durch Frankreich und Belgien zur Eintreibung von Reparationen (1923 – 1925) war an eine Weiterführung des Projektes nicht zu denken. Das Hörder Volksblatt berichtete am 18. August 1922, dass der Landkreis Hörde und die Stadt Dortmund die Gründung einer Interessengemeinschaft für die geplante Straßenbahnstrecke Dortmund – Barop – Annen beabsichtigten: 

„Die Eingemeindungsfrage Dortmunds und die Neuorientierung des Landkreises Hörde. […] Ferner hat sich der Kreis Hörde zur Durchführung verschiedener wirtschaftlicher Aufgaben mit der Stadt Dortmund zusammengetan. […] Außerdem ist eine Interessengemeinschaft zum Bau der Straßenbahnstrecke Dortmund–Annen in der Bildung begriffen, bei der der Kreis Bereitwilligkeit zur Uebernahme der heute ziemlich beträchtlichen Garantiesumme bekundet.“

 Erst der Dawes-Plan vom 16. August 1924, durch den die Zahlungsverpflichtungen des Deutschen Reiches gegenüber den Siegermächten zeitlich gestreckt wurden, gab vor allem dem Staat etwas mehr Spielraum für Investitionen, aber auch eine starke Abhängigkeit von Krediten fast ausschließlich amerikanischer Banken. Ebenfalls über solche Kredite finanziert waren auch private und kommunale Investitionen wieder möglich und führten zu einem kleinen und kurzen Wirtschaftsaufschwung, der durch den New Yorker Börsenkrach am 29. September 1929 („Schwarzer Freitag“, eigentlich ein Donnerstag) jäh beendet wurde und in die Weltwirtschaftskrise der 1930er Jahre überging. Das kurze Zeitfenster ab Ende 1924 wurde von der Stadt Dortmund unter anderem für die Verwirklichung der projektierten Straßenbahnstrecke nach Barop und Hombruch genutzt, auf Dortmunder Stadtgebiet schon 1925 fertiggestellt und anschließend in zwei Bauabschnitten weitergeführt. Die „Dortmunder Zeitung“ meldete am 18. Januar 1927: 

„Die Verlängerung der Linie 6 bis Barop. Nachdem die Strecke der Straßenbahnlinie 6 bis zum Altersheim am Krückenweg schon seit langem fertiggestellt ist, hat die Reichsbahndirektion Essen am vergangenen Freitag auch die weitere Verlängerung bis nach Barop abgenommen. Hier soll der Verkehr Ende dieser Woche aufgenommen werden und zwar wird die Linie 6 ab Barop in Abständen von je 20 Minuten verkehren, während ab Südwestlichem Friedhof resp. Krückenweg der bisherige 10-Minuten-Verkehr beibehalten werden soll. Mit großer Beschleunigung sollen die weiteren Arbeiten an der Strecke bis nach Annen fortgeführt werden. Hier wird später die Linie 5, innerhalb Dortmunds als Straßenbahn, außerhalb Dortmunds als Schnellbahn von Mengede über Huckarde – Dortmund Hbf. – Hansastraße – Beurhausstr. – Baroperstr. – Lindemannstr. – Krückenweg nach Annen verkehren. Auch beschäftigt man sich mit der Frage, ob eine Durchführung der Linie, ebenfalls teilweise als Schnellbahn, von Scharnhorst nach Annen zweckmäßig sein würde. In diesem Fall würde der Teil der Linie 6 vom Grafenhof bis Krückenweg oder Barop überflüssig werden, und man würde in diesem Falle die 6 wieder wie früher zur Entlastung der Linie 3 vom Grafenhof ab in der Richtung Block – Stadion verkehren lassen.“

 Das „Hörder Volksblatt“ hatte die Meldung bereits am 17. Januar 1927. Und am 22. Januar 1927 inserierten die Dortmunder Straßenbahnen in der „Dortmunder Zeitung“: 

„Bekanntmachung. Nach erfolgter aufsichtsbehördlicher Abnahme wird ab Sonntag, dem 23. Januar 1927 die Neubaustrecke Dortmund – Barop in Betrieb genommen. Die Zahlgrenzen sind: Teilstrecke 1 Südwestlicher Friedhof (Kreuzstr.) Teilstrecke 2 Ausweiche Altersheim Teilstrecke 3 Haldestraße Barop. Die Wagen verkehren stündlich nach folgendem Plan: […]. Dortmunder Straßenbahnen GmbH.“

 Die im Inserat erwähnte vorläufige Baroper Endhaltestelle „Haldestraße“ (Straße nicht mehr existent) verweist auf die damalige Abraumhalde der Zeche Louise Tiefbau, auf deren Grund gerade das Neubaugebiet Luisenglück / Hombrucher Bogen entsteht. Ungefähr an Stelle der damaligen Haldestraße liegt heute die Haltestelle Eierkampstraße, in anderen Meldungen auch „Café Schelp“ genannt.
Im Mai 1927 fand in Dortmund eine messeartige Großveranstaltung statt, die in jährlich wechselnden Städten ausgerichtete Wander-Ausstellung der von Max Eyth gegründeten Deutschen Landwirtschafts-Gesellschaft (DLG). In einem großen Areal südlich des Westfalendamms, das später mit einer Erweiterung der Gartenstadt bebaut wurde, wurde vor allem moderne Landtechnik ausgestellt, es gab aber auch eine temporäre Ausstellungsbahn, die das Gelände umrundete. Zur Orientierung der zahlreichen auswärtigen Besucher druckten sowohl die Dortmunder Straßenbahnen als auch die Hörder Kreisbahnen unabhängig voneinander in einer Sonderausgabe der „Dortmunder Zeitung“ vom 24. Mai 1927 Planskizzen ihrer Straßenbahnnetze ab. Danach verkehrten die Hörder Kreisbahnen zu der Zeit noch auf ihrer Meterspurstrecke zwischen der Provinzialstraße in Barop und dem Marktplatz in Hombruch, während die Dortmunder Linie in Barop noch an der Haldestraße endete. Verglichen mit der Vorkriegszeit fehlten im Hörder Netz nur die Strecke Schwerte – Westhofen und der außerhalb des Kreises Hörde liegende Abschnitt Zeche Schleswig (Kolonie Neuasseln) – Asseln, während das Dortmunder Netz noch komplett war.

Am 11. November 1927 meldete das „Hörder Volksblatt“ die bevorstehende Fertigstellung des nächsten Bauabschnitts Barop – Hombruch Süd und den Stand des Weiterbaus nach Annen als Schnellbahn: 

„Hombruch, 11. Nov. (Durchführung der Straßenbahnlinie 5 bis Hombruch.) Der seit Mai d. J. im Bau befindliche Streckenabschnitt Barop – Annen der Straßenbahnlinie 5, der gegenwärtig von Mengede über Dortmund nach Barop verkehrt, ist inzwischen bis Hombruch fertiggestellt worden. Da die Strecke hier auf einem besonderen Bahndamm geführt werden mußte und auch außerdem auf mancherlei unvorhergesehene Schwierigkeiten stieß, konnte der Abschnitt bis Hombruch nicht, wie ursprünglich vorgesehen, bis 15. Juli d. Js. fertig werden. Die Strecke Barop – Hombruch wird voraussichtlich am 11. d. Mts. von der Reichsbahndirektion Essen abgenommen und soll mit dem 15. d. Mts. dem Verkehr übergeben werden. Der weitere Bauabschnitt Hombruch – Annen (bezw. Witten) wird noch längere Zeit in Anspruch nehmen, so daß dieses Jahr mit einer Weiterführung der Linie 5 über Hombruch hinaus nicht mehr gerechnet werden kann. (fast gleichlautend im „General-Anzeiger“ vom 10. November 1927)“

 Die tatsächlich verwirklichte Streckenführung kann als Kompromiss gesehen werden, der weder Barop noch Hombruch bevorteilt: Weder der Baroper Bahnhof noch der Hombrucher Marktplatz wurde angebunden.

Nach der Inbetriebnahme am 15. November beschrieb der „General-Anzeiger für Dortmund und das gesamte rheinisch-westfälische Industriegebiet“ am 16. November 1927 die veränderte Umsteigesituation zwischen Hörder Kreisbahn und Dortmunder Straßenbahn und beklagte das Fehlen eines Einheitstarifes: 

„Die Schnellbahn fährt jetzt bis Hombruch mit halbstündigem Verkehr. Wann kommen die Einheitsfahrscheine? Auf der Schnellbahn Mengede – Dortmund – Barop ist mit dem heutigen Dienstag die neue erweiterte Strecke Barop – Hombruch Süd dem Verkehr übergeben worden. Die bisherige End- und Haltestelle Café Schelp in Barop ist als Haltestelle aufgegeben worden; die nächste Haltestelle ist dafür an der Kreuzung der Provinzialstraße, wo gleichzeitig Umsteigestelle in die Bahn Hörde–Eichlinghofen ist. Die neue Strecke nach Hombruch hat außer der Endstelle drei neue Haltestellen. Der Fahrpreistarif wurde um zwei Teilstrecken, also um 10 Pfg. erhöht. […] Bei dieser Gelegenheit möchten wir die Straßenbahndirektion noch daran erinnern, daß die Fahrgäste, (die) diese Strecke benutzen, die Einheitsfahrscheine (auch für die bisherige Kreisbahn geltend) sehnsüchtig erwarten. Bei den bisherigen getrennten Tarifen hat jedenfalls die besondere Einrichtung einer Umsteige-Haltestelle in Barop nach Eichlinghofen bezw. Hörde keinen besonders großen Wert.“

 Und schließlich gaben die Dortmunder Straßenbahnen in der „Dortmunder Zeitung“ vom 17. November 1927 die Inbetriebnahme ihrer Strecke bis Hombruch und gleichzeitig eine Fahrplanänderung der Hörder Kreisbahnen zur Verbesserung der Anschlüsse bekannt: 

„Bekanntmachung. Ab 15. November 1927 fährt infolge Durchführung der Linie 5 bis Hombruch, um einen Anschluß von und nach Eichlinghofen herzustellen, die Linie „Barop – Eichlinghofen“ 7 Minuten früher als bisher und zwar […]. Dortmunder Straßenbahn G.m.b.H.“

 Es mag irritieren, dass eine Fahrplanänderung der Hörder Kreisbahnen vom Nachbarbetrieb, den Dortmunder Straßenbahnen, veröffentlicht wurde. Aber 1927 (genaues Datum nicht bekannt) waren die Hörder Kreisbahnen von der seit dem 11. April 1923 als ALOKA (Allgemeine Lokalbahn- und Kraftwerke-AG) firmierenden früheren ALSAG an die Dortmunder Straßenbahnen verkauft worden. Allerdings blieb die Kreisbahn formell bis zur Verschmelzung mit den Dortmunder Straßenbahnen am 14. April 1928 als mehr oder weniger eigenständiges Unternehmen bestehen.
Dass der Weiterbau der Strecke nach Annen trotz bereits begonnener Bauarbeiten nicht weiterverfolgt wurde, dürfte auf die 1928 bereits absehbare neue Wirtschaftskrise zurückzuführen sein. Es wird aber auch mitgespielt haben, dass bei der kommunalen Neuordnung 1929 die Gemeinde Annen entgegen allgemeiner Erwartung nicht nach Dortmund, sondern nach Witten eingemeindet wurde.

### Hörde – Schwerte
Kurzfassung: Als Abzweigung von der Strecke Hörde – Aplerbeck eröffnete am 18. Mai 1899 die Strecke vom Depot in Berghofen nach Schwerte. Beginnend beim Betriebshof führte sie durch Berghofen auf der heutigen Berghofer Straße (damals Kölner Straße), wo sie gleich auf einem niveaugleichen Bahnübergang die Bergisch-Märkische Hellweg- und Ardeybahn kreuzte (1913 durch eine Straßenunterführung ersetzt) und an der Kreuzung mit der Wittbräucker Straße das Lokal Gockel erreichte. Anschließend auf Schwerter Gebiet (Hörder Straße) berührte sie das Ausflugslokal Freischütz, am Schwerter Stadtrand folgte sie weiter dem inneren Abschnitt der Hörderstraße (heute Rathausstraße), dem Postplatz und der Hüsingstraße bis zum Schwerter Markt. Am 1. September 1910 erhielt sie eine neue Führung durch die 1899 noch nicht existente Hohenzollernstraße (heute Karl-Gerharts-Straße) zum Bahnhof und weiter durch die Bahnhofstraße zum Postplatz.
Im Einzelnen: Weiter eröffnete am 18. Mai 1899 die Abzweigstrecke von der Linie Hörde – Aplerbeck nach Schwerte über Berghofen. Der „General-Anzeiger für Dortmund und die Provinz Westfalen“ berichtet in seiner Ausgabe vom 17. Mai 1899 über die Abnahme und bevorstehende Eröffnung:

„Schwerte, 16. Mai. (Wieder ein Stück weiter) ist unsere Stadt, indem heute die landespolizeiliche Abnahme der Strecke Schwerte–Hörde der Kreisbahn stattfand. Gegen 11 Uhr traf der mit einer Guirlande aus Tannengrün, Ginster und Fähnchen geschmückte Wagen am Endpunkt der Linie, am Markt, ein, von einer großen Zahl von Kindern und Erwachsenen freudig empfangen. Die Insassen, Vertreter der Regierung, der Provinz, des Kreises, der Stadt Hörde, Schwerte, der Gemeinden, die die Bahn berührt, und vor allen Dingen der ‚Allg.Elektr.-Gesellschaft‘ begaben sich nach dem Stadtverordnetensitzungssaal, wo in einer mehr als einstündigen Versammlung die Formalitäten der abzunehmenden Linie erledigt wurden. Gegen 1 Uhr setzte sich der bekränzte Wagen von der Duesbergschen Wirtschaft aus wieder in Bewegung, auf seinem Weg durch die Stadt über die Hörderstraße von vielen Häusern mit Fahnen begrüßt … An verschiedenen Punkten, an der Faits’schen Ecke, Hotel Sternberg bis Apotheke, an der Bahnunterführung etc. wurde Halt gemacht, aber alles befand sich in bester Ordnung …“

(Der innere Abschnitt der damaligen Hörder Straße, zwischen Hüsingstraße und den Bahnüberführungen, heißt heute Rathausstraße. Die dort heute liegenden Bahnbrücken hatten Vorläufer und sind etwas jüngeren Datums: 1908 die für die Strecke Schwerte – Fröndenberg und 1909 die für Schwerte – Holzwickede.) Auch das „Hörder Volksblatt“ schreibt über Abnahme und Eröffnung der Strecke in seiner Ausgabe vom 18. Mai 1899:

„Hörde. (Verschiedenes) Gestern fand die landespolizeiliche Abnahme der Straßenbahnstrecke Hörde–Schwerte statt. An derselben nahmen außer den Vertretern der Behörden die Generaldirektion der Straßenbahngesellschaft teil. Die Wagen, in welchen die Herren fuhren, waren mit Fahnen und Blumenguirlanden festlich geschmückt und erregten infolgedessen überall größtes Aufsehen. Die Abnahme fand ohne Störung statt und fand auch dieses neue Glied der großartigen Betriebskette ‚Hörder Kreisbahnen‘ vollste Anerkennung. Heute Nachmittag ist der volle elektrische Betrieb der Motorwagen auf der Strecke Hörde–Schwerte eröffnet und beträgt der Fahrpreis ab Hörde-Post nach Schwerte 35 Pf. Vom 18. Mai ab, dem Tag der Inbetriebnahme der neuen Straßenbahnstrecke Hörde-Schwerte, wird die Personenpost aufgehoben. Damit schwindet aus unserem Kreise das letzte aus der alten Zeit noch herübergekommene Verkehrsmittel. Der Schwager hatte seinen gelben Wagen zum Abschied mit grünen Zweigen geschmückt.“

Die neue Strecke begann beim Betriebshof Berghofen und führte durch die heutige Berghofer Straße (damals Kölner Straße), wo sie gleich auf einem niveaugleichen Bahnübergang die Bergisch-Märkische Hellweg- und Ardeybahn kreuzte (1913 durch eine Straßenunterführung ersetzt). Die Strecke war eingleisig mit Ausweichen, u. a. im Berghofer Dorfzentrum (Haltestelle Weiche Berghofen) und an der Kreuzung mit der Wittbräucker Straße (Schwerter Wald, früherer Name Berghofen Gockel). Große Bedeutung für die Wirtschaftlichkeit der Strecke hatte im weiteren Verlauf entlang der Hörder Straße das Ausflugslokal Freischütz am höchsten Punkt der Strecke im Schwerter Wald. Die Straßenbahn war hier die erste Schienenverbindung von Dortmund nach Schwerte, die Ardeybahn von Hörde über Aplerbeck-Süd und durch den Schwerter Tunnel wurde erst am 1. Oktober 1912 eröffnet. Von Hörde kommend kreuzte die Straßenbahnlinie im Schwerter Norden die Eisenbahn. Die „Amtliche Entfernungskarte“ (von 1904) und die „Karte der Umgebung von Hohensyburg“ (von 1901) zeigen, dass die Strecke nach Kreuzung der Bahnstrecke Schwerte – Holzwickede ursprünglich geradeaus durch die heutige Rathausstraße (damalige Hörder Straße) direkt zum Postplatz und weiter durch die Hüsingstraße zum Schwerter Marktplatz führte. Später erhielt sie eine neue Führung durch die 1899 noch nicht existente Hohenzollernstraße (heute Karl-Gerharts-Straße) zum Bahnhof und weiter durch die Bahnhofstraße zum Postplatz.

#### Veränderte Streckenführung in Schwerte
Kurzfassung: Siehe Abschnitt Hörde – Schwerte
Im Einzelnen: Diese neue Führung wie auch die Erneuerung der Bahnbrücken über die Hörder Straße dürften mit dem Bedeutungszuwachs für den Bahnhof Schwerte durch die zusätzlichen Bahnstrecken Schwerte – Iserlohn (30. September 1910) und Hörde – Aplerbeck Süd – Schwerte (1. Oktober 1912) zu tun haben, der schon zur Erweiterung der Bahnanlagen und am 1. April 1905 zum Neubau des Empfangsgebäudes geführt hatte. Auf dem Messtischblatt „Hörde“ von 1907 ist die Hohenzollernstraße eingezeichnet, aber noch ohne Schienen. In der Stadt Schwerte war die Stimmung für eine Verlegung der Straßenbahn in die Hohenzollern- und Bahnhofstraße skeptisch bis ablehnend. Deshalb beschloss der Hörder Kreistag am 27. März 1909, einen eigentlich der Stadt zugesagten Zuschuss von 5.400 Mark zum Finanzierungsanteil der Stadt zurückzunehmen und direkt den Hörder Kreisbahnen zukommen zu lassen, die das Projekt nun in eigener Regie vorantreiben sollten, wie die „Schwerter Zeitung“ am 18. März 1909 meldete. Am 31. März 1910 berichtete die „Schwerter Zeitung“ von der öffentlichen Planauslage für die bevorstehende Streckenverlegung. Eine zweite öffentliche Planauslegung, vermutlich nach Einsprüchen oder Planänderungen, wurde ab dem 28. April 1910 amtlich in der „Schwerter Zeitung“ vom 27. April 1910 angekündigt. Am 15. Juni 1910 kündigte die „Schwerter Zeitung“ eine Sitzung der Schwerter Stadtverordnetenversammlung am 21. Juni 1910 an, bei der unter anderem der Vertrag der Stadt mit den Kreisbahnen über die Straßenbahnverlegung abgesegnet werden sollte. Am 16. Juli 1910 meldete die „Schwerter Zeitung“ den baldigen Baubeginn.
Es folgte am 18. Juli 1910 ein Inserat der Kreisbahnen in der „Schwerter Zeitung“ vom 18. Juli 1910:

„20 – 30 Oberbauarbeiter für die Verlegung der Straßenbahn durch die Hohenzollern- und Bahnhofstraße in Schwerte per sofort gesucht. Meldungen auf der Baustelle beim Bahnmeister. Hörder Kreisbahnen.“

Am 19. Juli 1910 schließlich meldete die „Schwerter Zeitung“ den inzwischen erfolgten Baubeginn, am 29. August 1910 kündigte sie die bevorstehende behördliche Abnahme und die Eröffnung der Neubaustrecke an, und am 1. September 1910 schrieb sie:

„(Von der Straßenbahn.) Heute ist der Verkehr auf der neuen Linie Hohenzollern–Bahnhofstraße aufgenommen worden, nachdem gestern nachmittag seitens Vertretern der verschiedenen in Frage kommenden Behörden die landespolizeiliche Abnahme der Strecke stattgefunden hatte. Mit dieser neuen Linienführung, durch welche eine direkte Verbindung der Stadt mit dem Bahnhof hergestellt ist, ist ein langgehegter Wunsch unserer Bürgerschaft endlich in Erfüllung gegangen. Auch im Interesse der vielen mit der Eisenbahn hier ankommenden Fremden, welche von der Ecke der Hohenzollernstraße aus die Straßenbahn nach Hörde etc. benutzen wollen, ist die Veränderung mit Freuden zu begrüßen.“

### Barop – Eichlinghofen
Am 8. April 1900 wurde die Strecke Barop – Eichlinghofen eröffnet. Dazu schrieb der „General-Anzeiger für Dortmund und die Provinz Westfalen“ am Dienstag, dem 10. April 1900: 

„Barop, 9. April. (Die landespolizeiliche Abnahme) der Straßenbahnstrecke Barop – Eichlinghofen ist am Sonnabend erfolgt. Der Verkehr auf dieser Strecke wurde am gestrigen Tage eröffnet. Der Fahrpreis beträgt 10 Pfg. Die Wagen fahren auf dieser Linie an Wochentagen alle 24 Minuten, an Sonntagen alle 12 Minuten. Vom 1. Mai ab kostet die Fahrt von Eichlinghofen nach Dortmund 20 Pfg.“

 Die Strecke schloss in Barop (Stockumer Straße) an die Strecke Block Friedrich-Wilhelm – Brünninghausen – Hombruch-Barop an und führte über die Stockumer Straße nach Eichlinghofen. Die Endhaltestelle lag im Zentrum von Eichlinghofen.
In der wirtschaftlich schwierigen Zeit nach dem Ersten Weltkrieg wurde die Strecke Barop – Eichlinghofen am 1. November 1922 vorübergehend stillgelegt. Nach der Aufgabe der alten Meterspurstrecke Barop – Hombruch Markt zu Gunsten der Normalspurstrecke Dortmund – Barop – Hombruch Süd der Dortmunder Straßenbahn am 15. November 1927 wurde der Eichlinghofer Streckenast Teil der Stammstrecke Eichlinghofen – Barop – Brünninghausen – Hörde – Aplerbeck – Zeche Schleswig (Neuasseln). Ab 31. Juli 1931 wurde die Strecke Barop – Eichlinghofen vorübergehend als Pendellinie betrieben, mit Anschluss in Barop an die Stammstrecke Barop – Asseln und an die Normalspur-Strecke Dortmund – Hombruch Süd. Der Abschnitt Eichlinghofen – Barop wurde 1945 zusammen mit dem Nachbarabschnitt Barop – Hörde stillgelegt und am 16. Oktober 1947 durch eine Obus-Strecke ersetzt (Linie C, später Linie 47).

### Umstieg in Hörde
Ein Umsteigen in die Dortmunder Straßenbahn war von Anfang an im Hörder Zentrum möglich. Die erste Hörder Endstelle lag zwar (seit 1881) am Hörder Markt nahe der Hörder Burg, im (heutigen) Kreuzungsbereich von Faßstraße, Seekante und Hörder Hafenstraße. Gleichzeitig mit der Inbetriebnahme der Stammstrecke Hörde – Aplerbeck der Hörder Kreisbahn eröffnete aber die Dortmunder Straßenbahn eine Zweigstrecke vom Kreishaus (Ecke Dortmunder Straße, heute Willem-van-Vloten-Straße) / Viktoriastraße (heute Hörder Semerteichstraße) ins Hörder Zentrum (Hörde Post) an der Ecke Viktoriastraße / Chausseestraße (heute Hermannstraße). Der „General-Anzeiger für Dortmund und die Provinz Westfalen“ berichtet am 30. Januar 1899 über die gemeinsame behördliche Abnahme beider Strecken. Außerdem gab die Dortmunder Straßenbahn in einem Inserat im „Hörder Volksblatt“ vom 2. Februar 1899 die Eröffnung der neuen Zweigstrecke am 30. Januar 1899 bekannt: 

„Bekanntmachung. Vom 30. Januar crt. ab, fahren die von Hörde nach Dortmund coursierenden Straßenbahnwagen abwechselnd vom Markt und von der Viktoriastraße (Ecke der Chausseestraße) in Hörde ab und zwar vom Markt ab vorm. 7:00 alle 12 Minuten bis abends 11 Uhr, von der Viktoriastraße ab vorm. 7:00 bis 10:00 abends, ebenfalls in Interwallen von 12 Minuten. Dortmund, den 30. Januar 1899. Straßenbahn.“

 Die Streckenführung durch die Viktoriastraße mit steilen Abschnitten vor allem beim Kreishaus war erst mit der Einführung des elektrischen Betriebes (bis 1896) möglich geworden.
Die beiden Bahngesellschaften arbeiteten bei der Fahrplanabstimmung eng zusammen. Das ist unter anderem durch einen am 7.;Dezember 1899 veröffentlichten Zeitungsartikel im „Hörder Volksblatt“ belegt. Danach wurde für Heimkehrer von abendlichen Musikaufführungen in der Gaststätte Kronenburg (Märkische Straße) eine Spätverbindung Richtung Aplerbeck mit Umstieg aus der Dortmunder Straßenbahn an der Hörder Haltestelle Post (heute Hörder Brückenplatz / Schlanke Mathilde) eingerichtet. Eine längere Zeit lang wurden beide Endstellen parallel bedient, wie u. a. ein Stadtführer von 1905 bezeugt. Auch ein Stadtplan von 1912 zeigt noch beide Strecken. Nachdem der Streckenast über die Viktoriastraße zur Post sich als Hauptstrecke (Linie 1) herausgebildet hatte, wurde der Abschnitt vom Kreishaus (Kreuzung heutige Willem-van-Vloten-Str. / Hörder Semerteichstraße) zum alten Hörder Markt mindestens von 1910 bis 1914 als Pendellinie 1a betrieben, wie aus historischen Fahrplänen hervorgeht.

### Brünninghausen – Wellinghofen
Kurzfassung: Die Strecke Hörde (Piepenstockplatz) – Wellinghofen wurde am 30. Mai 1900 in Betrieb genommen. Für durchgehende Fahrten von Wellinghofen nach Brünninghausen wurde die Stammstrecke mitbenutzt, die schon am 30. Januar 1899 (bis zum Rheinischen Bahnhof) und am 4. März 1899 (bis Brünninghausen) eröffnet worden war. Da die niveaugleichen Bahnübergänge über die Bergisch-Märkische Bahn am Piepenstockplatz (bis 1914) und am Bahnhof Hörde BME überlastet waren, wurde die Strecke nicht durchs Hörder Zentrum geführt, sondern auf der Südseite der Bahnanlagen (Schildstraße) zur Wellinghofer Straße. Weiter ging es durch die Zillestraße, die Preinstraße und die Wellinghofer Amtsstraße (heutige Straßennamen) ins Wellinghofer Dorfzentrum vor der alten Kirche. Mit der Verkürzung der Linie auf den Abschnitt Hörde (Brückenplatz) – Wellinghofen längere Zeit nach Einweihung der Hörder Brücke (am 17. Oktober 1903) entstanden an deren Südkopf zwei enge und scharfe Kurven in die Schildstraße und von dieser in die Wellinghofer Straße. Mit der Umspurung und dem zweigleisigen Ausbau der Strecke Hörde – Brücherhofstraße durch die Dortmunder Straßenbahn GmbH wurde diese Engstelle durch einen etwa 130 m langen Abschnitt entschärft, der zwischen den Rückseiten der Gebäude an der Schildstraße und der Hinteren Schildstraße hindurch führte, dem späteren Schildplatz. Die Gesamtstrecke Hörde (Brückenplatz) – Wellinghofen war schon ab dem 8. April 1929 stillgelegt, zum Teil abgebaut und im Ersatzverkehr mit Autobussen betrieben worden. Am 11. November 1930 fertig gebaut wurde nur der Abschnitt Hörde (Brückenplatz) – Brücherhofstraße, wo ursprünglich nur eine Zwischenwendeschleife vorgesehen war. Für den Weiterbau nach Wellinghofen gab es keine Einigung über die Trassenführung, so dass der Bau dieses Abschnittes in der beginnenden Weltwirtschaftskrise endgültig aufgegeben wurde. Die Reststrecke Hörde (Brückenplatz) – Brücherhofstraße blieb mit der Linie Dortmund – Hörde bis zum 27. Mai 1983 in Betrieb.
Im Einzelnen: Der 30. Mai 1900 gilt als Eröffnungstermin der Linie Brünninghausen – Wellinghofen. Für den Teilabschnitt Hörde Piepenstockplatz – Wellinghofen ist das belegt durch eine kurze Notiz im „General-Anzeiger für Dortmund und die Provinz Westfalen“ vom 30. Mai 1900. Allerdings wurde der Abschnitt Brünninghausen – Hörde Rheinischer Bahnhof (und weiter nach Aplerbeck) schon früher befahren, nämlich gleichzeitig mit der Eröffnung der Strecke Hombruch-Barop – Brünninghausen – Steinerne Brücke (Block Friedrich-Wilhelm) am 4. März 1899 (siehe dort). Anders als die Strecke Hörde – Wellinghofen ist der Abschnitt Brünninghausen – Hörde auch auf einer Landkarte eingezeichnet, die einem auf 1901 datierten Wanderführer beiliegt. Heinrich Lemberg, der Autor des Wanderführers, war im Text etwas aktueller als auf der beigefügten Landkarte: 

„Man kann auch nach Wellinghofen gelangen, wenn man mit der Strassenbahn über Hörde oder Brünninghausen dorthin fährt (Seite 16).“

 Und das Restaurant Zur Kluse (am nördlichen Stadtrand von Hörde) warb in einer Annonce (Seite 35) mit einem Wartezimmer für Straßenbahnfahrende mit Ausblick auf die Dortmunder Straßenbahn nach Hörde und mit der Möglichkeit, von dort mit der Hörder Kreisbahn u. a. nach Wellinghofen (und nach Aplerbeck, Freischütz, Schwerte, Brünninghausen und Barop) weiterzukommen.
Ursprünglich zweigte die Wellinghofer Strecke, von der Hochofenstraße kommend, schon am Piepenstockplatz von der Stammstrecke Hörde Rheinischer Bahnhof – Aplerbeck ab, die dort (bis 1914) die Bergisch-Märkische Hellwegbahn mit einem beschrankten Bahnübergang kreuzte, und führte auf der Südseite der Bahnanlagen (Schildstraße) zur Wellinghofer Straße. Mit der Verkürzung der Linie auf den Abschnitt Hörde (Brückenplatz) – Wellinghofen nach Einweihung der Hörder Brücke entstanden an deren Südkopf zwei enge und scharfe Kurven in die Schildstraße und von dieser in die Wellinghofer Straße. Weiter ging es durch die Zillestraße, die Preinstraße und die Wellinghofener Amtsstraße (heutige Straßennamen) ins Wellinghofener Dorfzentrum vor der alten Kirche. So ist es auch auf einer Amtlichen Entfernungskarte von 1904 andeutungsweise zu erkennen.

#### Spätere Streckenführung: Hörder Brücke und Unterführung Hochofenstraße
Kurzfassung: Siehe Abschnitt Brünninghausen – Wellinghofen
Im Einzelnen: Der Abschnitt Hörde – Wellinghofen wurde nicht von Anfang an über die Haltestelle Hörde Post am heutigen Hörder Brückenplatz geführt, sondern erst geraume Zeit nach der Eröffnung (am 17. Oktober 1903) der Hörder Brücke über die Bergisch-Märkische Hellwegbahn (Dortmund − Soest) am Bahnhof Hörde Bergisch-Märkisch. Die Eröffnung der Hörder Brücke war ein wichtiges Datum für die Hörder Stadtgeschichte und für die jetzt ermöglichten Verkehrsbeziehungen, worüber in der Presse ausgiebig berichtet wurde: Mit einem Vorauskommentar „Brückenweihe in Hörde“ im „General-Anzeiger für Dortmund und die Provinz Westfalen“ vom 16. Oktober 1903, zwei weiteren Würdigungen im „General-Anzeiger“ vom 17. Oktober 1903 (1. Blatt, mit Foto der Brücke, und 1. Sonntagsblatt, mit Reden der Honoratioren) und einer Meldung in der „Dortmunder Zeitung“ vom 18. Oktober 1903. Die Hörder Brücke war leider aus Ersparnisgründen sehr eng ausgelegt worden, insbesondere was die scharfen Kurven der Zufahrtstraßen im Norden und Süden anging. Trotz dieser Erschwernis für eine Führung der Straßenbahn über die Brücke hatte die Aufsichtsbehörde im April 1911 diese Führung grundsätzlich genehmigt.
Es mag erstaunen, dass nicht sofort nach Einweihung der Brücke auch der Straßenbahnverkehr von Wellinghofen nach Brünninghausen wieder durchgehend aufgenommen wurde, dieses Mal über die Brücke, die Zentralhaltestelle Hörde Post und die Chausseestraße. Das hatte seinen Grund darin, dass dafür mit dem niveaugleichen Bahnübergang der Chausseestraße zur Hochofenstraße über die Bergisch-Märkische Bahn zuerst noch ein weiterer überlasteter Engpass beseitigt werden musste. Spätestens seit der Eröffnung der Hörder Brücke drängte die Bahnverwaltung darauf, auch diesen Bahnübergang zu schließen und durch eine Straßenunterführung zu ersetzen. Zum Beispiel berichtete die „Schwerter Zeitung“ am 15. Oktober 1907 vom Stand der Diskussion über die Planung der Bahn, über Widerstand aus Hörde wegen der Kosten und der Härten für Grundstücksbesitzer beim notwendigen Abriss ihrer Häuser, über alternative Streckenführungen mit weniger starken Eingriffen und über Einsparungen durch geringere Durchfahrtshöhen und Straßenbreiten. Am 20. Juli 1910 schrieb die „Schwerter Zeitung“ über Gerüchte, dass auf Intervention von privater Seite hin die Heeresverwaltung gegen solche Sparpläne und umwegige Rampenführungen Einspruch erhoben habe, da der Straßenzug Hochofen- Chausseestraße Teil der militärisch wichtigen Köln-Berliner Heerstraße war.

Am 27. Dezember 1911 berichtete die „Schwerter Zeitung“ aus der Hörder Stadtverordnetenversammlung, dass man sich von solchen Bedenken unbeeindruckt unterschriftsreif mit der Bahnverwaltung über die genaue Lage der zukünftigen Unterführungsstraße geeinigt habe, wiederum mit einer nicht geradlinigen Führung der Unterführungsstraße. Erst weitere zwei Jahre später war die Planung baureif, und das „Hörder Volksblatt“ berichtete am 8, Januar 1914:

„(Die) Arbeiten an der neuen Unterführungsstraße Chaussee- Hochofenstraße nehmen jetzt, nachdem sämtliche in die neue Straßenflucht fallenden Häuser bis auf die Leifertsche Besitzung dem Abbruch zum Opfer gefallen sind, einen flotten Verlauf. Gegenwärtig ist man mit den Erdbewegungsarbeiten am Auslauf der Chausseestraße beschäftigt, die von der Lohschen Besitzung ab gesenkt und seitlich über das Gelände des früheren Konsumvereins […] mit Unterführung der Bahn auf die Hochofenstraße zugeführt wird. Schon jetzt kann man sich ein ungefähres Bild von dem zukünftigen Verlauf der neuen Unterführungsstraße machen, und es steht ohne weiteres fest, daß der gegenwärtige Plan eine bedeutend bessere Lösung der schwierigen Frage der Beseitigung der Niveaukreuzung Chaussee- Hochofenstraße bedeutet, als der ursprüngliche Plan, nach dem die Unterführungsstraße jenseits der Bahn parallel mit der Hochofenstraße laufen sollte, um über die vormals Köhlersche Besitzung […] in die Hochofenstraße zu münden. Der neuen Unterführungsstraße sind nicht weniger als 14 Wohn- und Geschäftshäuser zum Opfer gefallen.“

 Weiter berichtete das „Hörder Volksblatt“ am 6. März 1914 von einer Versammlung des Allgemeinen Bürgervereins, bei der ein Insider über Details und den Zeitplan referierte: Baubeginn war demnach im September 1913, und als Bauzeit wurden neun Monate angesetzt. Der „General-Anzeiger“ schließlich schrieb am 4. Juli 1914: 

„Hörde, 2. Juli.(Die Fertigstellung der Chausseestraße-Hochofenstraße), die wegen der Eisenbahnstrecke Dortmund-Schwerte hergestellt wird, dürfte voraussichtlich zum 1. Nov. erfolgen. Auf Antrag der Stadt Hörde ist die Steigerung statt 1:20 auf 1:24 geändert worden.“

 Der in Aussicht gestellte Fertigstellungstermin entspricht dem Fahrplanwechsel bei der Bahn (am 2. November 1914). Am 31. Oktober 1914 wurde im „General-Anzeiger“ der ab 2. November 1914 gültige Kriegsfahrplan abgedruckt, der neben einer generellen Ausdünnung des Verkehrs eine Wiederaufnahme des Betriebes zwischen Dortmund Hbf. und Hörde zeigt. Dieses Datum dürfte also in etwa der Fertigstellung der Unterführung entsprechen. Zu diesem groben Zeitrahmen passt auch ein auf etwa 1913 datiertes Foto, das den Platz an der Haltestelle Hörde Post schon mit einem aus Richtung Brünninghausen rechts zur Hörder Brücke abbiegenden Abzweig-Gleis zeigt.
Im ersten Kriegsjahr 1914 ist auch gegen dessen Ende in der Tagespresse nichts über eine Eröffnung der Unterführung zur Hochofenstraße für die Straßenbahn zu entnehmen, wohl aber im später veröffentlichten Geschäftsbericht der Hörder Kreisbahnen für das Jahr 1915. In einer kurzen Zusammenfassung, die in der „Schwerter Zeitung“ vom 1. April 1916 erschien, wurde dieser Lückenschluss als wichtigstes Ereignis des Berichtsjahres 1915 hervorgehoben (ohne genaues Datum), abgesehen von den kriegsbedingt weiter rückläufigen Umsatz- und Ergebniszahlen. Die Bahnbrücke über die Unterführungsstraße, eine Stahlkonstruktion, ist bis heute (Stand 2022) in Betrieb.
Erst am 11. November 1930, mit der Umspurung der Strecke Hörde – Brücherhofstraße durch die Dortmunder Straßenbahn GmbH (siehe dortiger Abschnitt) ging südlich der Schildstraße zwischen der Alten Benninghofer und der Wellinghofer Straße ein etwa 130 m langer Abschnitt in Betrieb, der an den Rückseiten der Gebäude an der Schildstraße und der Hinteren Schildstraße vorbei führte, quasi durch deren Hinterhof und den dortigen ehemaligen Schulhof. Die Kurven von der Brücke zur Schildstraße und von dieser in die Wellinghofer Straße waren für den Straßenbahnverkehr inzwischen zu eng. Der Streckenabschnitt überlebte auch noch den Ersatzbau der Brücke in den 1950er Jahren, bis an ihrer Stelle Anfang der 1960er Jahre der Schildplatz neu angelegt wurde, mit einer wichtigen Umsteige-Haltestelle von der Straßenbahn zu den Buslinien in die südlichen Stadtteile.

### Schwerte – Westhofen – Hohensyburg
Kurzfassung: Als direkte Verlängerung der Strecke Hörde – Schwerte wurde am 26. März 1902 die Strecke vom Schwerter Markt durch die Ortsmitte von Westhofen zum Bahnhof Westhofen in Betrieb genommen. Sie benutzte fast auf voller Länge die Chaussee Schwerte – Westhofen (östlicher Teil heute Hagener Straße), deren westlicher Teil heute einer Neubautrasse gewichen und verschwunden ist, etwa markiert durch die heutigen Straßen „Im Ostfeld“ und „Schräpperweg“. Dazwischen wurde die Bahnstrecke Westhofen – Schwerte spitzwinklig mit einer Stahlbrücke nur für die Straßenbahn überquert. Auf der Westhofer Seite ging es im Ortszentrum vorbei am Ostentor in die Hauptstraße und in die Bahnhofstraße (beides heute Teilabschnitte der Reichshofstraße) bis zum „Hotel Wittekind“ beim Bahnhof Westhofen (siehe Messtischblatt „Hörde“ von 1907).
Im Einzelnen: Am 18. September 1903 ging auch noch der letzte Abschnitt der Strecke Schwerte – Westhofen – Hohensyburg in Betrieb, die Verlängerung als Straßenbahn vom Bahnhof Westhofen („Hotel Wittekind“) zur Talstation der Drahtseilbahn (Gasthof Dickehage) und die Standseilbahn von dort zur Bergstation Hohensyburg (Gasthof Wulff). Die Straßenbahn-Strecke führte vom Bahnhof entlang der Eisenbahnstrecke und über die Straße nach Syburg (heute beides Teilabschnitte der Reichshofstraße), die Verlängerung dieser Straße auf Syburger Gebiet (heute ebenfalls Reichshofstraße) vorbei an Haus Husen und durch die heutige Syburger Dorfstraße zu einer Häusergruppe um das damalige Gasthaus Dickehage, wo die Talstation der Bergbahn lag. Die Seilbahn verlief zu etwa einem Drittel fast eben, die beiden oberen Drittel waren recht steil, so dass die mittige Ausweiche schon im steilen Teil der Strecke lag. Die Bergstation lag beim damaligen Gasthaus Wulff (heute im Bereich der Spielbank). Die Strecke nach Hohensyburg war von Anfang an als reine Ausflugstrecke konzipiert. Das bedeutet, dass insbesondere die Standseilbahn von Ausnahmen abgesehen nur im Sommerhalbjahr verkehrte und sich der Hauptverkehr auf die Wochenenden konzentrierte. Mit dem Winterfahrplan vom 1. Oktober 1914 (nach Kriegsbeginn) wurde der Betrieb der Bergbahn endgültig eingestellt. Auch der Straßenbahn-Betrieb zwischen dem Bahnhof Westhofen und der Talstation ruhte während des Ersten Weltkrieges, wurde aber am 1. Mai 1920 noch einmal stark eingeschränkt in Betrieb genommen, bis sie mit dem 30. September 1920 endgültig stillgelegt wurde.
Schon im April 1900 war für die Strecke Schwerte – Westhofen (und gleichzeitig für Hörde – Wellinghofen und Barop – Eichlinghofen) die Konzession erteilt und im „Hörder Volksblatt“ vom 5. April 1900 veröffentlicht worden. Am 26. März 1902, dem Mittwoch vor Ostern, wurde die Strecke Schwerte Markt – Westhofen Ortsmitte – Westhofen Bahnhof mit einem geschmückten Straßenbahnwagen, Amtspersonen, Honoratoren und Vertretern der Hörder Kreisbahnen offiziell in Betrieb genommen. Die „Schwerter Zeitung“ berichtete noch am gleichen Tag darüber. Der „General-Anzeiger für Dortmund und die Provinz Westfalen“ schrieb mit ähnlichem Inhalt am 29. März 1902 darüber. In der Ausgabe vom 3. April erschien im „General-Anzeiger“ ergänzend noch ein Bericht über die ersten Tage im Betrieb. Schon am 29. März kommentierte auch die „Schwerter Zeitung“ die ersten Erfahrungen mit der neuen Strecke.

Vorausgegangen waren in den einschlägigen Tageszeitungen mehrere nur zum Teil korrekte Ankündigungen von behördlicher Abnahme und Inbetriebnahme. So im „General-Anzeiger“ vom 20. März 1902: 

„Schwerte, 18. März. (Die Straßenbahnstrecke Schwerte–Westhofen) wird nun dem Betriebe übergeben werden. Die Abnahme seitens der Regierung wird nächste Woche erfolgen und die definitive Eröffnung am 27. März stattfinden. Der Weiterbau nach Hohensyburg soll nun auch sofort in Angriff genommen werden, und hofft man, den Bau im laufenden Jahr fertigzustellen, sodaß diese Strecke im Frühjahr 1903 eröffnet werden kann.“

 Kurz und korrekt meldet auch die „Schwerter Zeitung“ die bevorstehende behördliche Abnahme. Nur ein Druckfehler verfälscht die Ansage des „General-Anzeigers“ vom 24. März 1902 (Mittwoch war nicht der 24. März, sondern der 26. März): 

„Schwerte, 22. März. (Endlich.) Die landespolizeiliche Abnahme der Straßenbahn-Strecke Schwerte–Westhofen findet am Mittwoch, den 24. cr. statt, sodaß diese Strecke, die bekanntlich schon im vergangenen Jahre zum Kaiserbesuche dem Verkehre geöffnet sein sollte, wenigstens jetzt zu Ostern in Betrieb kommt.“

 Und schließlich noch eine klare Falschmeldung im „Hörder Volksblatt“ vom 25. März 1902, wonach die Inbetriebnahme am Ostersonntag erfolgen sollte.
Die am 26. März 1902 eröffnete Strecke Schwerte – Westhofen begann am Schwerter Markt als direkte Verlängerung der Strecke Hörde – Schwerte und ermöglichte dadurch teilweise durchgehende Fahrten Hörde – Schwerte – Westhofen (und später – Hohensyburg). Ihr Gleis benutzte fast auf voller Länge die Chaussee Schwerte – Westhofen, an deren nördlichem Rand. Der erste Abschnitt der Chaussee von Schwerte bis zum Durchlass des Wannebachs, vorbei an Wandhofen und der Rettermühle, heißt heute Hagener Straße. Von dort, wo die Hagener Straße mit einer leichten Linkskurve in die in den 1960er Jahren gebaute Westhofener Umgehungsstraße übergeht, führte die Chaussee früher geradlinig weiter ins Westhofener Ortszentrum. Von dieser Trasse ist heute vor Ort nichts mehr zu sehen; einen Anhalt für ihre ehemalige Lage bieten nur noch der Ostteil der heutigen Straße „Im Ostfeld“ und der Schräpperweg, zwischen denen die spitzwinklige Kreuzung mit der Bahnlinie Schwerte – Westhofen lag.
Die Straßenbahntrasse wurde hier mit parallel zur Chaussee aufgeschütteten Rampen zu einer stählernen Brücke über die Bahngleise hoch- und gegenüber wieder heruntergeführt, während es für die Straße daneben zunächst bei einem niveaugleichen Bahnübergang blieb. Als es ab 1910 zum Ausbau der Bahnlinie mit einem dritten und vierten Gleis kam, musste die Straßenbahntrasse um etwa 6 Meter nach Norden verschoben werden, um Platz für eine Überführung auch der Straße über die Bahn zu bekommen. Auf der Westhofener Seite ging es im Ortszentrum vorbei am Ostentor in die Hauptstraße und in die Bahnhofstraße (beides heute Teilabschnitte der Reichshofstraße) bis zum „Hotel Wittekind“ beim Bahnhof Westhofen. Die Strecke ist gut auf dem Messtischblatt „Hörde“ von 1907 nachzuvollziehen.

#### Schwerte– Westhofen: Niedergang, Stilllegung und Abbruch
Kurzfassung: Siehe Abschnitt Schwerte – Westhofen – Hohensyburg
 Im Einzelnen: Für die Stilllegung des Streckenabschnittes Schwerte – Westhofen wird in einigen Publikationen das Jahr 1915 genannt (ohne genaues Datum). So zum Beispiel in der privaten Liste der Straßenbahn- und U- Bahnfreunde Köln e. V. zur Straßenbahn-Stilllegung landesweit. Das ist aber falsch. Anders als die Verlängerung Westhofen – Hohensyburg (siehe eigenen Abschnitt) wurde diese Strecke während des gesamten Ersten Weltkriegs weiter betrieben, wenn auch in einem stark ausgedünnten Fahrplan. Dafür finden sich in der Lokalpresse immer wieder Hinweise und auch Beweise. Am 7. April 1915 beispielsweise berichtete die „Schwerter Zeitung“ darüber, dass der Schwerter Marktplatz neu gepflastert wurde und dabei auch in die Gleise beider Straßenbahnstrecken (nach Hörde und nach Westhofen) investiert wurde, die neu verlegt und mit einer längeren Ausweiche versehen wurden: Das wäre nicht plausibel, wenn kurz darauf die Stilllegung geplant gewesen wäre.
Weiter räumten die Hörder Kreisbahnen am 8. November 1915 zwar vorhandene Schwierigkeiten auf der Strecke Schwerte – Westhofen ein, ließen aber keinerlei Absicht erkennen, die wenigen Wochen bis zum Jahreswechsel 1915 / 1916 für eine Stilllegung zu nutzen. Auch da war die Strecke Schwerte – Westhofen also eindeutig noch in Betrieb, und über eine eventuell bevorstehende Betriebseinstellung wurde kein Wort verloren.
Die nächste Erwähnung der Hörder Kreisbahnen in der „Schwerter Zeitung“ erfolgte erst am 1. April 1916, in einer Notiz über den Geschäftsbericht der Hörder Kreisbahnen für das Jahr 1915, (ebenso auch im „Hörder Volksblatt“ vom 31. März 1916) Erwähnt wird also als gewiss wichtiges Einzelereignis des Geschäftsjahres 1915 die Inbetriebnahme der Unterführung Hochofenstraße. Die Einstellung des Verkehrs auf den Strecken Westhofen – Hohensyburg und/oder Schwerte – Westhofen wäre aber sicher auch zu erwähnen gewesen, wenn sie im Berichtsjahr 1915 stattgefunden hätte. Über weitere Geschäftsberichte der Hörder Kreisbahnen für spätere Jahre wurde in der „Schwerter Zeitung“ nichts mehr berichtet.
Am 15. Juni 1916 veröffentlichten die Hörder Kreisbahnen in der „Schwerter Zeitung“ eine umfangreiche Fahrpreisaufstellung, die ab 1. Juli 1916 in Kraft treten sollte. Sie enthält detailliert die Fahrpreise für alle Strecken, Teilabschnitte und Umsteigeverbindungen, unabhängig davon, ob sie zu diesem Zeitpunkt tatsächlich betrieben oder längst bis auf Weiteres stillgelegt waren, wie die Bergbahn und die Zulaufstrecke Westhofen – Hohensyburg Talstation. Damit lässt dieses Dokument allerdings die Frage unbeantwortet, ob die Strecke Schwerte – Westhofen aktuell im Jahre 1916 betrieben wurde. Das gilt auch für eine weitere Preiserhöhung zum 1. Januar 1918, die von der Betriebsverwaltung mit einem Inserat in der „Schwerter Zeitung“ vom 14. Dezember 1917 angekündigt wurde.
Am 10. Januar 1918 allerdings veröffentlichten die „Hörder Kreisbahnen“ ein Inserat in der „Schwerter Zeitung“, in dem die Aufhebung einiger Zwischen-Haltestellen im gesamten Verkehrsgebiet angekündigt wurde, unter anderem auch auf der Strecke Schwerte – Westhofen. Damit ist der Betrieb der Strecke Schwerte – Westhofen (wie auch Aplerbeck –Gockel) auch noch am 10. Januar 1918 bewiesen.

Am 24. Mai 1919 gab es einen weiteren Beweis für den Weiterbetrieb der Strecke, dieses Mal durch das Inserat eines Westhofener Gasthofs in der „Schwerter Zeitung“: 

„Westhofen. Gasthof „Zum Amtshaus“. Conditorei und Café. Haltestelle der Straßenbahn. Empfehle meine schönen Gesellschaftszimmer. Franz. Billard. Klavier. Doppelte Kegelbahn. Gute Getränke. Ff. Fruchteis. Jos. Schulte.“

Nach dem Weltkrieg verschlechterte sich die wirtschaftliche Lage der Straßenbahnen allgemein und auch der Hörder Kreisbahnen noch einmal spürbar. Um Löhne und Betriebsmittel zu erwirtschaften, hätten die Fahrpreise auf ein Niveau angehoben werden müssen, das für die meisten Menschen nicht mehr erschwinglich war. Dazu kamen die im Krieg eingeführte Verkehrssteuer, die schon starke Inflation und die Konkurrenz der staatlichen Eisenbahn, die dank massiver Subventionen Fahrkarten auf Parallelstrecken für etwa ein Fünftel der Straßenbahn anbieten konnten. In dieser Lage beantragten die Hörder Kreisbahnen bei der Aufsichtsbehörde, dem damit betrauten Ruhrsiedlungsverband, die Stilllegung ihres gesamten Liniennetzes, und der Landkreis Hörde zog in Erwägung, dieses Netz zu übernehmen.

Letztlich konnte aber weder der Landkreis noch die ALSAG als Eigentümerin der Hörder Kreisbahnen die notwendigen Investitionen zur Erhaltung des Betriebes aufbringen, so dass sich die Lage weiter verschärfte und nur noch einen Rumpf- und Notverkehr möglich machte. So schrieb das „Hörder Volksblatt“ am 2. Oktober 1922: 

„In den schwebenden Verhandlungen über den Antrag auf Stillegung der Hörder Kreisbahnen wird seitens der interessierten Gemeinden verlangt, daß zum wenigsten(s) der Verkehr auf den Linien Hörde–Schwerte und Hörde-Aplerbeck aufrecht erhalten wird. Der Kleinbahnenausschuß des Ruhrsiedlungsverbandes stellte fest, daß die mißliche Lage der Kreisbahnen lediglich durch die Konkurrenz der Staatsbahn veranlaßt werde, mit der man bekanntlich für den 4. - 5. Teil des Straßenbahnfahrgeldes die gleichen Ziele erreichen kann.“

Es entwickelte sich nun eine Pokerpartie zwischen dem Landkreis und der ALSAG, zu welchem Preis der Landkreis das Straßenbahnnetz von der ALSAG kaufen und damit vor der Gesamtstilllegung bewahren könnte. Dazu schrieb unter anderem das „Hörder Volksblatt“ am 9. November 1922: 

„Herr Landrat Hansmann berührte dann noch die Frage der Einstellung des Straßenbahnbetriebs. Die Hörder Kreisbahnen seien erneut an den Minister herangetreten, den Betrieb, der große Zuschüsse erfordere, einstellen zu dürfen, wogegen der Redner Protest eingelegt mit dem Ergebnis, daß der Siedlungspräsident seine Zustimmung zur gänzlichen Stillegung versagt und nur die Betriebseinstellung auf den Strecken Westhofen–Schwerte, Zeche Schleswig–Asseln und evtl. Barop–Eichlinghofen gebilligt habe. Ueber die Frage werde endgültig in der nächsten Woche entschieden werden; Redner steht auf dem Standpunkt, die Stillegung unter allen Umständen zu vermeiden und wünscht die Fortführung des Unternehmens durch den Kreis. Er habe der Gesellschsft eine Kaufsumme von 12 Millionen geboten, die aber 100 Millionen verlange, weil diese dem Schrottwerte entspreche. Herr Bürgermeister Rohrmann stellt fest, daß die Bahn den Betrieb widerrechtlich eingestellt habe, bevor der Vertrag abgelaufen, infolgedessen gehe das Material in das Eigentum der betr. Gemeinde über. Der Rückgang der Frequenz sei auf die Abwanderung der Fahrgäste zur Eisenbahn zurückzuführen, deren Fahrpreise viermal niedriger seien.“

Inzwischen mussten zwei weitere Strecken bis auf weiteres stillgelegt werden: Gockel – Aplerbeck – Schleswig und Hombruch – Brünninghausen – Block Friedrich-Wilhelm (letztere ab 1. Januar 1923 wieder in Betrieb, siehe eigener Abschnitt). Es berichtete unter anderem die „Dortmunder Zeitung“ vom 13. November 1922: 

„Straßenbahnstillegungen infolge von Personalflucht. Man schreibt uns: Wie gemeldet, war der Hörder Kreisbahn vom Verbandspräsidenten in Essen die vorläufige Genehmigung zur Stillegung auch der Strecke Barop-Eichlinghofen erteilt worden, doch wollte die Direktion diese weiterbetreiben, wenn der Kreis einen Zuschuß von von 300000 M für je zwei Monate leistete. Jetzt hat der Kreis den Zuschuß abgelehnt; er möchte die ganze Kreisbahn für den Preis von 12 Millionen Mark kaufen. Dies Verhalten des Kreises hat auf das Personal derartig entmutigend gewirkt, daß unter demselben eine wahre Flucht zur Industrie eingesetzt hat. Aus diesem Grunde ist die Kreisbahn genötigt, außer den zur Stillegung genehmigten auch noch die Strecken Gockel–Aplerbeck, Aplerbeck–Zeche Schleswig und Hombruch–Block Friedrich-Wilhelm am 15. November wegen Personalmangels stillzulegen. Auf der Strecke Gockel–Aplerbeck–Schleswig sollen aber früh, mittags und abends noch zwei Bergarbeiterwagen laufen, solange dies der Direktion möglich ist.“

Mitte Dezember 1922 erklärte die ALSAG den übrigen Beteiligten ultimativ, den Gesamtbetrieb zum Jahresende stilllegen zu müssen, wenn bis zum 28. Dezember 1922 keine finanzielle Einigung zu erzielen wäre, wie das „Hörder Volksblatt“ am 16. Dezember 1922 berichtete.

Die hektischen Verhandlungen führten zu einer Zwischenlösung, über die unter anderem das „Hörder Volksblatt“ vom 2. Januar 1923 berichtete: 

„Der Betrieb der Hörder Kreisbahnen ist, infolge der mit den Gemeinden gepflogenen Verhandlungen, vorerst für den Monat Januar noch gesichert. Eine Einschränkung der verkehrenden Wagen ist allerdings notwendig geworden, und zwar wird auf der Schwerter Strecke ein 45-Minutenverkehr, auf der Baroper Strecke ein 1stündiger Verkehr durchgeführt.“

 Auch die „Schwerter Zeitung“ äußerte sich am 3. Januar 1923 dazu.
Ab dem 11. Januar 1923 kam aber eine weitere Erschwernis des Straßenbahnbetriebes dazu, mit der schon länger gedroht worden war: Französisches und belgisches Militär begann damit, mit Waffengewalt weitere Teile des Ruhrgebietes mit Essen, Bochum, Dortmund und Hörde zu besetzen. Die Siegermächte waren unzufrieden mit der schleppenden Leistung von Reparationen und wollten sich dafür ein Faustpfand sichern. Mit gleicher Zielsetzung war bereits am 8. März 1921 das Gebiet um Düsseldorf und Duisburg besetzt worden, das zur eigentlich demilitarisierten Zone des Rheinlandes gehörte. Die deutsche Regierung sah beide Maßnahmen als nicht vom Versailler Vertrag gedeckt an und rief am 13. Januar 1923 angesichts der eigenen Machtlosigkeit die Bevölkerung zu passivem Widerstand auf. Als dieser Aufruf befolgt wurde, vor allem von Arbeitern in Bergbau und Schwerindustrie sowie bei der Eisenbahn, ging die Wirtschaftsleistung naturgemäß weiter zurück. Die Besatzungsmächte reagierten, wie sie es bei Aufständen von Eingeborenen in ihren überseeischen Kolonien gewöhnt waren, mit Strafaktionen und Repressalien wie der Ausweisung von deutschen Amtsträgern aus dem besetzten Gebiet bei gleichzeitiger Ausreisesperre für ihre Familien. Zu den Repressalien gehörten auch temporäre Verkehrssperren an den Gebietsgrenzen und im Eisenbahn- und Straßenbahnverkehr, wie sie die „Schwerter Zeitung“ zum Beispiel am 2. Juli 1923 und am 20. Juli 1923 meldete (siehe unten). Die Feindseligkeiten wurden immer explosiver, so dass die Reichsregierung am 29. September zur Aufgabe des passiven Widerstandes aufrufen musste. Das führte zu einem spürbaren Rückgang von Zusammenstößen mit den Besatzungsmächten. 1924 wurde ein Großteil der Ausweisungen aus dem besetzten Gebiet aufgehoben, und es wurde über keine willkürlichen Betriebsunterbrechungen bei der Straßenbahn mehr berichtet. Eine endgültige Entspannung ergab sich aber erst 1925 mit dem schrittweisen Rückzug der Besatzer im Rahmen des Dawes-Plans: Zunächst aus Dortmund und Hörde, am 1. August 1925 aus Essen und am 25, August 1925 aus Düsseldorf und Duisburg.
Im Jahr 1923 aber bedeutete die schwache Wirtschaftsleistung für die Reichsregierung, dass sie die eigenen gewaltigen Kriegsfolgelasten nur durch ungebremsten Druck von Papiergeld finanzieren konnte. Das setzte eine Spirale in Gang, die bis zum Herbst 1923 zu den absurden Auswüchsen der Hyperinflation führte. Es setzte sich aber die Erkenntnis durch, dass nur eine neue wertbeständige Währung ein vernünftiges Wirtschaften wieder möglich machen würde. Das war die am 15. November 1923 zunächst als paralleles Zahlungsmittel eingeführte sogenannte Rentenmark. An diesem Tag kostete zum Beispiel eine Einzelausgabe der „Schwerter Zeitung“ noch 40 Milliarden Papiermark.

Die sofortige Stilllegung des gesamten Straßenbahnnetzes erschien Ende Januar 1923 erst einmal abgewendet. Um die übrigen Strecken vorläufig zu retten, musste allerdings die Strecke Schwerte – Westhofen weiterhin (und wie schon absehbar endgültig) aufgegeben werden. Das „Hörder Volksblatt“ berichtete am 30. Januar 1923 vom Verhandlungsstand: 

„Die Stillegung der Hörder Kreisbahnen ist vorläufig beseitigt, dagegen wird die schon seit einiger Zeit außer Betrieb gesetzte Strecke von Schwerte nach Westhofen endgültig aufgehoben werden. Die Anlage will man zum Abbau verkaufen und den Erlös zur Unterstützung der anderen Strecken verwenden.“

 Auch die „Schwerter Zeitung“ berichtete darüber am 31. Januar 1923.

Konkreter werden die Zeitungen bei ihren Berichten über Sitzungen der Hörder Stadtverordneten und Kreisverordneten. So schrieb die „Märkische Zeitung“ am 15. Februar 1923: 

„Ueber den Weiterbetrieb der Hörder Kreisbahnen ist auf Vorschlag des Herrn Verbandspräsidenten folgende Vereinbarung zustande gekommen: Die Hörder Kreisbahn übernimmt für Rechnung des Kreises Hörde den Ausbau der Gleisanlage auf der stillgelegten Strecke Westhofen – Schwerte-Markt. Sie wird die gewonnenen Materialien bestens verwerten […], um den Betrieb der Hörder Kreisbahn im bisherigen Umfang weiter aufrecht zu erhalten […]. Ob die Gleise im Pflaster vorläufig liegen bleiben oder gleich mit ausgebaut werden sollen, bleibt einer besonderen Verständigung zwischen den beiden Parteien vorbehalten. […] Es herrscht Uebereinstimmung bei den Parteien, daß der Betrieb der Hörder Kreisbahn im bisherigen Umfange so lange weiterzuführen ist, als der Netto-Erlös aus den ausgebauten Gleisanlagen zur Deckung der Betriebszuschüsse ausreicht. Mindestens 4 Wochen vor dem Zeitpunkt, an dem der Erlös aus den ausgebauten Gleisanlagen durch die Betriebszuschüsse voraussichtlich aufgezehrt sein wird (in etwa 1½ Jahren) werden die Aufsichtsbehörden nochmals prüfen, ob und unter welchen Bedingungen der Betrieb noch weitergeführt werden kann und soll.“

 Die „Schwerter Zeitung“ veröffentlichte am 15. Februar 1923 das Protokoll einer Sitzung des Hörder Kreistages am 14. Februar 1923 im Schwerter Rathaus. Daraus ein Auszug: 

„Abg. Lohmann fragt wegen des Abbaus der Straßenbahn Schwerte – Westhofen an, ob der Abbau ohne Widerspruch möglich ist. Haben die Gemeinden Wandhofen und Westhofen kein Anrecht an den Schienen? Landr. Hansmann antwortet, der Minister habe den Siedlungspräsidenten ermächtigt, diese Straßenbahn und andere abzubauen. Um die noch laufenden Straßenbahnen aufrecht zu halten, etwa 10 – 12 Monate, wird das Material verkauft. So soll das Strecke für Strecke gehen. Abg. Lohmann teilt mit, daß die Gemeinden Wandhofen-Westhofen dagegen Einspruch erheben werden. Bürgermeister Rohrmann sagt zur Aufklärung, daß die Gemeinden das Eigentumsrecht an den Gleisen haben müssen. Bei Provinzialstraßen hat dies der Kreis, nur in städtischen Straßen die betr. Stadt. Er schlägt vor, den Abbau der Schienen zu verzögern, um schließlich vielleicht noch Westhofen – Kabel auszubauen. Dann wäre eine rentable Linie bis Düsseldorf vorhanden. Zur Zeit aber muß von den Uebeln das kleinste gewählt werden, die Oberbauten müssen fallen, um die noch bestehenden Strecken im Betrieb zu erhalten.“

 Auch das „Hörder Volksblatt“ berichtete am 17. Februar 1923 darüber.
Am 4. April 1923 meldete die „Schwerter Zeitung“ dann, dass der Abbruch der Strecke mittlerweile in Arbeit und schon weit gediehen war. Das war nun nicht mehr rückgängig zu machen. Damit steht fest, dass der 31. Oktober 1922 der letzte Betriebstag der Strecke Schwerte – Westhofen war. Ein vergleichbares ÖPNV-Angebot gab es auf der Strecke Schwerte – Westhofen erst wieder ab 12. April 1925 durch die Einrichtung einer „Kraftpost“-Buslinie Schwerte – Westhofen (mit Verlängerung einzelner Fahrten über Westhofen hinaus nach Hohensyburg und Wittbräucke Bhf). Der 31. Oktober 1922 war gleichzeitig der vorläufig letzte Betriebstag des Streckenabschnitts Zeche Schleswig (Neuasseln) – Asseln und Datum der letzten dauerhaften Stilllegung der Hörder Kreisbahnen bis zur Übernahme durch die Dortmunder Straßenbahn GmbH 1928. Auf den übrigen Strecken gab es aber weiter temporäre Streckensperrungen aus wirtschaftlichen Gründen oder als Strafaktion der Besatzungsmächte.

So berichtete die „Schwerter Zeitung“ am 2. Juli 1923 von einer solchen Strafmaßnahme. Die insgesamt vier widersprüchlichen Teilmeldungen zeigen auch, wie schwierig die Umstände es machten, eine wahrheitsgemäße Berichterstattung aufrechtzuerhalten: 

„Die Elektrische darf nicht fahren. Herdecke, 1. Juli. Heute morgen wurde von den Franzosen die Straßenbahnstrecke zwischen Herdecke und Wetter bis auf weiteres stillgelegt. Es handelt sich auch hier wieder um „Sanktionen“, da angeblich am Dienstag bei Wittbräucke zwei Attentate an zwei französischen Korporalen und zwei Unteroffizieren verübt sein sollen. Wegen dieses Vorganges sind von den Franzosen nicht nur in unserer Gegend, sondern auch in Hörde die schärfsten Maßnahmen ergriffen worden.“ – „Der Magistrat schreibt: Nach Mitteilung der französischen Kommandatur sind gestern bei Wittbräucke zwei französische Unteroffiziere und zwei Gefreite angeschossen worden. Als Repressalie wird seitens der Franzosen die Hörder Kreisbahn von heute morgen 11 Uhr an stillgelegt werden.“ – „Heute nacht wurde Westhofen durch französische Truppen besetzt. Die Posten sind von Syburg aus nach Holzen und nach der Wanne zu vorgestellt. Die französische Trikolore, welche vor dem Hohensyburg-Denkmal aufgepflanzt war, soll heruntergerisen worden sein. So seien Strafmaßnahmen ergriffen worden, u. a. eine Sperrung der elektrischen Straßenbahnen des Kreises Hörde, soweit sie die Grenze überfahren. (z. b. Gockel–Hörde)“ – „Die Direktion der Hörder Kreisbahnen teilt uns dazu mit, daß die Linien von Hörde nach Wellinghofen und von Gockel nach Schwerte in Betrieb gehalten werden. Die Strecke von Hörde nach Gockel kann in etwa 20 Minuten zu Fuß zurückgelegt werden, sodaß der Verkehr nach und von Schwerte weiter möglich ist. Zwischen Gockel und Schwerte verkehren die Wagen alle 12 Minuten.“

 Die nächste Sperrung dieser Art folgte bereits am 20. Juli 1923, wie ebenfalls die „Schwerter Zeitung“ meldete.

Sieben Jahre später hatte sich allgemein die Erkenntnis durchgesetzt, dass die Einstellung der Strecke Schwerte – Westhofen und vor allem der voreilige Abbau ihrer gesamten Infrastruktur ein Fehler gewesen war. Es wurde ernsthaft über einen Wiederaufbau verhandelt. So schrieb die „Schwerter Zeitung“ am 27. Februar 1930: 

„Straßenbahn zum Stausee. Bevorstehende Entscheidung über den Straßenbahnbau Schwerte–Westhofen–Stausee–Kabel? Das Projekt dieses Straßenbahnbaus ist schon häufig in den kommunalen Körperschaften und der Verhandlungen mit den maßgebenden Straßenbahngesellschaften gewesen. Als vor ungefähr zwei Jahren die Dortmunder Straßenbahngesellschaft die Hörder Kreisbahn aufkaufte, war man in Westhofen ziemlich optimistisch gestimmt und glaubte, die Weiterführung dieser Straßenbahnlinie von Schwerte nach Westhofen würde nun wohl bald in Angriff genommen. Schon lange hatte man eingesehen, daß es ein großer Fehler und sehr verkehrsrückschrittlich war, daß man in der Inflationszeit die Linie Schwerte–Westhofen hatte eingehen lassen und, nicht genug damit, sogar die Gleisstrecken, Leitungsmasten und sonstige Einrichtungen der Bahn hatte ausbauen und verkaufen lassen. Selbst die damals einflußreichsten Persönlichkeiten schütteln heute darüber den Kopf. Daß es nicht leicht ist, eine einmal weggerissene Straßenbahn zum zweiten Mal gebaut zu bekommen, hat die Zeit zur Genüge bewiesen. An dem Bau interessiert zeigten sich später zwei Gesellschaften, nämlich die Dortmunder- und Hagener-Straßenbahngesellschaft. Beide nahmen für sich das Recht in Anspruch, für den Bau zuständig zu sein. Um den Streit zu schlichten und eine Verständigung zwischen den genannten Gesellschaften anzubahnen, wurde die Angelegenheit vom Minister dem Präsidenten des Siedlungsverbandes Ruhrkohlenbezirk in Essen überwiesen. Damals hieß es, daß die Angelegenheit wegen der schwebenden Umgemeindungsfragen nicht weiter kommen könnte. Dieser Grund fiel durch die zur Tatsache gewordenen Umgemeindungen dann weg, und erneut wurden die Straßenbahnpläne in Fluß gebracht. Wie wir jetzt erfahren, dürfte die Entscheidung nahe bevorstehen. Maßgebende Hagener Kreise sollen die Erklärung abgegeben haben, daß die Hagener Straßenbahngesellschaft an dem Bau der Strecke Kabel-Westhofen-Schwerte kein Interesse mehr habe. Die Hagener Gesellschaft beabsichtigt nur, ihre Bahn über Boele bis zum Stausee auszudehnen. Der Dortmunder Straßenbahngesellschaft dürften damit die Wege zum Bau der Strecke Schwerte–Westhofen–Kabel geebnet sein. […] Größere Schwierigkeiten dürften der Dortmunder Gesellschaft allerdings dadurch erwachsen, daß sie ihre Strecke von Hörde nach Schwerte auf Normalspur umbauen müßte. Wir hoffen, daß sich auch diese Schwierigkeiten überwinden lassen und wir recht bald den Beginn des Baues der neuen Straßenbahnstrecke ankündigen können. Wie die meisten Projekte dieser Zeit scheiterte das Vorhaben am wirtschaftlichen Niedergang Deutschlands in der Weltwirtschaftskrise.“

#### Verlängerung Westhofen– Hohensyburg
Kurzfassung: Siehe Abschnitt Schwerte – Westhofen – Hohensyburg
Im Einzelnen: Am 18. September 1903 ging auch noch der letzte Abschnitt der Strecke Schwerte – Westhofen – Hohensyburg in Betrieb, die Verlängerung als Straßenbahn vom Bahnhof Westhofen („Hotel Wittekind“) zur Talstation der Drahtseilbahn (Gasthof Dickehage) und die Standseilbahn von dort zur Bergstation Hohensyburg (Gasthof Wulff), wie die „Schwerter Zeitung“ vom 19. September 1903 berichtete: 

„Schwerte, 19. September 1903. (Wir stehen im Zeitalter des Verkehrs,) hat unser energischer, weitschauender Kaiser gesagt, und auch für unseren Kreis gilt das Wort. [. . .] (Gestern ist) ein neues Verkehrsmittel dem Betriebe übergeben, ein bedeutsames Werk zum Abschluß gebracht worden: Der Ausbau der Hörder Kreisbahnen bis auf die alte Sachsenveste Hohensyburg ist vollendet. Die landespolizeiliche Abnahme der Drahtseilbahn von Dickehage bis Wulff auf Hohensyburg ist gestern Nachmittag 5 Uhr erfolgt, damit ist der Anschluß der Höhe an das Kleinbahnnetz unseres Kreises vollendet. Zu der landespolizeilichen Abnahme waren Vertreter der Regierung, wie der Eisenbahnbehörden erschienen; ferner waren anwesend: […] Heute, Samstag mittag 12 Uhr wird der fahrplanmäßige Betrieb auf der Strecke Westhofen – Hohensyburg eröffnet. Die Fahrpreise […] Man kann also jetzt für einen verhältnismäßig niedrigen Preis ohne Inanspruchnahme der Gehwerkzeuge bequem nach Hohensyburg kommen.“

Das Projekt hatte schon eine längere Vorgeschichte. Das „Hörder Volksblatt“ berichtete schon am 7. April 1900 von einem Ortstermin der Prüfungskommission zur Bearbeitung von Widersprüchen gegen die Streckenplanung. 1901 wurde auch der Grunderwerb für diejenigen geplanten Streckenabschnitte vollzogen, die nicht auf kreiseigenen Straßen geführt werden konnten, zum Beispiel für einen etwa 250 Meter langen Geländestreifen entlang der Bahnstrecke Westhofen – Hengstey auf deren Nordseite, zwischen dem Bahnhof Westhofen und der Bahnkreuzung der Straße nach Syburg. Diese führte von der Westhofener Bahnhofstraße zunächst rechtwinklig nach Süden abknickend durch eine Straßenunterführung, zusammen mit der Chaussee zur Westhofener Ruhrbrücke und weiter nach Hagen, umfuhr dann aber knapp südlich der Unterführung das dortige Industriegelände und überquerte westlich davon wieder die Bahn. Auf dem privaten Geländestreifen entstand noch vor der Gleisverlegung ein unbefestigter Weg, der trotz eines Verbotes gern als Abkürzung verwendet wurde. Der Weg entwickelte sich dadurch zum Konfliktherd zwischen Westhofen und der Straßenbahnverwaltung, der erst Jahre später durch seine Abtretung an den Kreis gelöst werden konnte. Am 19. Februar 1912 berichtete die „Schwerter Zeitung“ darüber. Heute bildet der Weg wie die anschließende Straße nach Syburg einen Teilabschnitt der Reichshofstraße.

Als Anfang 1902 Gerüchte aufkamen, das Projekt werde nicht weiterverfolgt, veröffentlichte die „Tremonia“ (Dortmund) ein Dementi der Hörder Kreisbahn, über das die „Schwerter Zeitung“ am 3. März 1902 berichtete. Der „General-Anzeiger“ schrieb am 20. März 1902: 

„Der Weiterbau nach Hohensyburg soll nun auch sofort in Angriff genommen werden, und hofft man, den Bau im laufenden Jahr fertigzustellen, sodaß diese Strecke im Frühjahr 1903 eröffnet werden kann.“

 Und die „Schwerter Zeitung“ kündigte am 4. September 1903 an: 

„Hohensyburg, 3. September. (Die Drahtseilbahn) der deutschen Lokal- und Straßenbahn-Gesellschaft wird bestimmt in der zweiten Hälfte des Monats September dem Betriebe übergeben.“

Die Straßenbahn-Strecke war eine direkte Verlängerung der bis dahin am Bahnhof Westhofen endenden Strecke, führte von dort über den oben erwähnten Privatweg entlang der Eisenbahnstrecke und über die Straße nach Syburg (heute beides Teilabschnitte der Reichshofstraße), die Verlängerung dieser Straße auf Syburger Gebiet (heute ebenfalls Reichshofstraße) vorbei an Haus Husen und durch die heutige Syburger Dorfstraße zu einer Häusergruppe um das damalige Gasthaus Dickehage (heutige Adresse Syburger Dorfstraße 69, Dortmund-Syburg), wo die Talstation der Bergbahn lag. Die Seilbahn verlief zu etwa einem Drittel fast eben, die beiden oberen Drittel waren recht steil, so dass die mittige Ausweiche schon im steilen Teil der Strecke lag. Die Bergstation lag beim damaligen Gasthaus Wulff (heute im Bereich der Spielbank).

Die Strecke nach Hohensyburg war von Anfang an als reine Ausflugstrecke konzipiert. Das bedeutet, dass insbesondere die Standseilbahn von Ausnahmen abgesehen nur im Sommerhalbjahr verkehrte und sich der Hauptverkehr auf die Wochenenden konzentrierte. In der „Schwerter Zeitung“ vom 23. September 1903 wurde der Fahrplan im Eröffnungshalbjahr vorgestellt, außerdem erschien darin eine Anzeige der Hörder Kreisbahnen mit den Fahrzeiten und Fahrpreisen. Im Laufe der Zeit stellte sich heraus, dass einerseits die Gesamtauslastung etwas zu optimistisch eingeschätzt worden war, andererseits in den Stoßzeiten die Kapazität nicht ausreichte. Deshalb wurde 1907 vom Bahnhof Westhofen aus eine längere zweigleisige Ausweiche geschaffen, so dass jeweils mehrere Wagen hintereinander „im Pulk“ fahren konnten, ohne den Gegenverkehr aufzuhalten, wie die „Schwerter Zeitung“ am 30. März 1907 berichtete. Die Bergbahn selbst konnte wegen ihrer kurzen Fahrzeit in einem sehr dichten Takt verkehren. Aber schon während des Winterhalbjahres 1911/1912, also deutlich vor dem Ersten Weltkrieg, musste der Betrieb auf der Drahtseilbahn weitgehend eingestellt werden, wie die „Schwerter Zeitung“ am 27. September 1911 meldete: 

„(Von der Straßenbahn.) Wir machen die Besucher der Hohensyburg darauf aufmerksam, daß die Bergbahn von Dickehage bis zur Höhe im Monat Oktober nur noch Sonntags in Betrieb ist; vom 1. November ab wird der Betrieb auf der Bergbahn vollständig eingestellt.“

 Ab Oktober 1913 musste wegen sinkender Nachfrage auch im Gesamtnetz der Takt auf der Strecke Hörde – Schwerte auf 15 Minuten und ab Schwerte (im Winterhalbjahr nur bis zum Bahnhof Westhofen) auf 30 Minuten ausgedünnt werden, wie die „Schwerter Zeitung“ am 3. Oktober 1913 schrieb.

Zum Beginn des Sommerhalbjahres 1914 veröffentlichte die „Schwerter Zeitung“ am 2. April 1914 zum vorerst letzten Mal einen Fahrplan, der auch Fahrten zwischen dem Bahnhof Westhofen und der Talstation (Dickehage) und sogar auf der Seilbahn nach Hohensyburg enthält: 

„(Von der Straßenbahn.) Bei günstiger Witterung wird von jetzt ab an den Sonntagnachmittagen auf der Strecke Westhofen-Hohensyburg (Dickehage) der 12-Minuten-Verkehr aufgenommen. Von Ostern an verkehrt auch die Bergbahn wieder an Sonn- und Feiertagen, vom 1. Mai ab wieder täglich.“

 Der nächste (und insgesamt vorerst letzte) in der „Schwerter Zeitung“ als Inserat der Hörder Kreisbahnen veröffentlichte Fahrplan vom 1. Oktober 1914 enthielt, wie auch früher schon im Winterhalbjahr üblich, keine Fahrten zwischen Westhofen Bhf. und Hohensyburg. Und zwischen Schwerte und Westhofen wurde kriegsbedingt ein unattraktiver 48-Minuten-Takt eingeführt.
Nach dem Kriegsbeginn am 1. August 1914 erschien mit Wirkung ab 1. Oktober 1914 ein weiter eingeschränkter Kriegsfahrplan, veröffentlicht als Inserat der Hörder Kreisbahnen in der „Schwerter Zeitung“ vom 30, September 1914. Er enthielt, wie auch früher schon im Winterhalbjahr üblich, keine Fahrten zwischen Westhofen Bhf. und Hohensyburg. Und zwischen Schwerte und Westhofen wurde kriegsbedingt ein unattraktiver 48-Minuten-Takt eingeführt. Etwas Besonderes an diesem Fahrplan war, dass er nicht nur für das folgende Winterhalbjahr, sondern „bis auf Weiteres“ gelten sollte. Man rechnete mit einem schnellen Kriegsende. Tatsächlich wurden in den folgenden Monaten (bis zum 1. Mai 1920) keine Fahrplanänderungen mehr veröffentlicht. Vielmehr blieb der Kriegsfahrplan auch im Sommer 1915 und darüber hinaus unverändert gültig, wie auch ein (erfolgloser) Appell der Redaktion der „Schwerter Zeitung“ an die Hörder Kreisbahnen vom 6. Juli 1915 beweist, den (seit Oktober 1914 eingestellten) Ausflugsverkehr zur Hohensyburg wenigstens im Sommer und notfalls eingeschränkt wieder aufzunehmen. So steht fest, dass nach dem 30. September 1914 keine Fahrten der Bergbahn zwischen Berg- und Talstation mehr stattgefunden haben, auch wenn die private Homepage „Bergbahngeschichte“ dies (ohne nähere Angaben) erst auf 1915 datiert.

Auch die Straßenbahn-Verbindung zwischen der Talstation und dem Bahnhof Westhofen blieb während des gesamten Ersten Weltkrieges außer Betrieb. Allerdings stimmte nach dem Krieg der Gemeinderat von Syburg am 29. Juli 1919 einem Vorschlag des Landrates zu, den ruhenden Verkehr bald wieder aufzunehmen. Die „Schwerter Zeitung“ berichtete am 30. Juli 1919: 

„Syburg, 29. Juli. (Gemeinde-Rat) […] Die Verfügung des Herrn Landrats betr. die Wiederinbetriebnahme der Straßenbahn bis Hohensyburg wurde zur Kenntnis mirgeteilt. Vertretung erklärt sich hiermit einverstanden, daß der Betrieb der Bergbahn bis Ende ds. Js. bezw. Frühjahr 1920 eingestellt bleibt. Dagegen erwartet Vertretung die Wiederinbetriebnahme der gesamten Strecke sowohl der Straßenbahn wie der Drahtseilbahn bestimmt zum Frühjahr 1920, da die Gesellschaft bis dahin genügend Gelegenheit hat, die erforderlichen Vorarbeiten ausführen zu lassen. Infolge des Ruhens des gesamten Betriebes ist der Fremdenverkehr in Hohensyburg sehr zurückgegangen, weshalb die Vertretung auf Wiederaufnahme des gesamten Betriebes zum genannten Zeitpunkt unbedingt bestehen muß.“

 Diesem Plan folgend wurde die Strecke Westhofen Bhf – Hohensyburg für das Sommerhalbjahr 1920 (Mai – September) am 1. Mai wieder in Betrieb genommen, allerdings nur bis zur Talstion (ohne die Bergbahn). Die „Schwerter Zeitung“ berichtete am 4. Mai 1920 

„(Straßenbahn nach Hohensyburg.) Seit dem 1. Mai ist der während des Krieges ruhende Betrieb auf der Straßenbahnstrecke Westhofen-Bahnh. – Hohensyburg (untere Bergbahnstation) wieder aufgenommen. Die Wagen verkehren auf dieser Strecke – wie vor dem Kriege – in der Woche nur Nachmittags in Abständen von 36 Minuten. Der erste nach Syburg durchgehende Wagen fährt 1,56 Uhr ab Schwerte, der letzte nach Schwerte fahrende Wagen 9,13 Uhr ab Syburg. Sonntags ist 24 Minuten- bezw. 36 Minuten-Betrieb. Erster Wagen ab Schwerte 6,44 Uhr, letzter Wagen ab Syburg 9,27 Uhr.“

Der erneute Betrieb der Teilstrecke Westhofen – Syburg (Talstation) hatte allerdings auch nur noch bis zum Ende der Sommersaison 1920 Bestand. Er war und blieb unrentabel und war in der zunehmend schwierig werdenden wirtschaftlichen Lage infolge der Hyperinflation nicht mehr zu halten. Deshalb wurde er am 1. Mai 1921 nicht wieder aufgenommen, wie das „Hörder Volksblatt“ am 2. Mai 1921 berichtete: 

„(Unrentabler Straßenbahnverkehr.) Der Verkehr auf der bisher nur in den Sommermonaten betriebenen Straßenbahnstrecke Westhofen–Syburg wird vorläufig nicht eröffnet werden, weil die Hörder Kreisbahn keine Möglichkeit sieht, den Betrieb rentabel zu gestalten. Es schweben Erwägungen, die Strecke ganz aufzugeben, wenn nicht die Provinz und die interessierten Gemeinden sich zu entsprechenden Zuschüssen bereit finden lassen.“

 Damit kann der 30. September 1920 als letzter regulärer Betriebstag der Teilstrecke Westhofen Bhf – Syburg (Talstation) gelten. Sonderfahrten waren allerdings vorläufig noch möglich und haben auch mindestens einmal noch stattgefunden, nämlich am 25. Juni 1921 anlässlich der Bismarckfeier auf de Hohensyburg, wie das „Hörder Volksblatt“ vom 25. Juni 1921 meldete. Schon am 10. Oktober 1921 meldete das „Hörder Volksblatt“: 

„Nach einer Mitteilung hat der Handelsminister den Abbau der Drahtseilbahn, die von Westhofen nach der Hohensyburg führt, genehmigt, da der Betrieb sich als völlig untentabel erwiesen hat. Die Anlage ist Eigentum der Allgem. Lokal- und Straßenbahngesellschaft und wurde von der Hörder Kreisbahn betrieben.“

 Am 20. Januar 1922 erschien zu diesem Thema im „Hörder Volksblatt“ eine weitere Meldung. Wahrscheinlich erstreckte sich die darin erwähnte Abbruchgenehmigung inzwischen auch auf die Straßenbahnstrecke zwischen der Talstation der Seilbahn und dem Westhofener Bahnhof.

Der Abbruch der Schienen und der Oberleitung erfolgte dann zeitnah im Laufe des Jahres 1922. Am 9. November 1922 jedenfalls berichtete die „Schwerter Zeitung“ über eine Sitzung des Hörder Kreistags, in deren Verlauf der Schwerter Bürgermeister Rohrmann den erfolgten Abbau und Verkauf des Materials beklagte und erwähnte, dass die Bergbahnwagen inzwischen in Finnland verkehrten: 

„Bgm. Rohrmann wünscht noch Erörterung über die Stillegung der Kreis- und Straßenbahnen, rügt den Verkauf des rollenden Materials und stellt fest, daß die Schienen den Gemeinden gehören, wenn Bahnen widerrechtlich stillgelegt werden. Die Syburgbahn fährt jetzt z. B. in Finnland. So verkauft man alles ans Ausland, daß [sic] muß aufgehalten werden. Landr. Hansmann gibt bekannt, daß Mitte Dezember endgültige Verhandlungen mit der Direktion stattfinden. Bis dahin wird alles vorbereitet sein und ist ein günstiges Resultat zu erhoffen.“

Um 1930 gab es ein Nachfolgeprojekt für die 1903 eröffnete, 1914 stillgelegte und 1922 abgebaute Standseilbahn der Hörder Kreisbahn von Westhofen zur Hohensyburg. Die Initiative für diese neue Standseilbahn zur Hohensyburg kam vom Provinzialausschuss der preußischen Provinz Westfalen und sah eine Streckenführung vom Erholungsgebiet am Ufer des im Ruhrtal inzwischen aufgestauten Henbsteysees zur Hohensyburg vor. Dazu machte das Gremium sogar schon Studienfahrten, beispielsweise zur Ende Oktober 1929 fertiggestellten Standseilbahn in Stuttgart. Das Projekt scheiterte, weil die zur Mitfinanzierung vorgesehenen Städte Dortmund und Hagen die erforderlichen Investitionen nicht aufbringen konnten.

### Asseln – Aplerbeck – Berghofen Gockel (Schwerter Wald)
Kurzfassung: Die Strecke wurde auf voller Länge am 26. März 1902 in Betrieb genommen. Am Aplerbecker Markt konnte in die am 30. Januar 1899 bis Hörde eröffnete und am 4. März 1899 bis Brünninghausen verlängerte Stammstrecke Aplerbeck – Brünninghausen umgestiegen werden, in Berghofen (Gockel) in die Strecke Hörde – Schwerte – Westhofen. In Aplerbeck hätte man sich gewünscht, die von Hörde kommenden Fahrten über den Markt hinaus ein Stück weit auf der Asselner Strecke weiter laufen zu lassen. Erst mitten im Ersten Weltkrieg, im März 1917, wurde auf Höhe der Zeche Schürbank ein Ausweichgleis geplant, um solche Fahrten zu ermöglichen. Ab dem 25. August 1906 gab es auch in Asseln eine Umsteigemöglichkeit, in die normalspurige Hellwegstrecke Körne – Wickede (verlängert am 26. November 1906 bis Unna). Betreiber war die Elektrische Straßenbahn des Landkreises Dortmund. Auch die Dortmunder Straßenbahn bot ab dem 13. Juni 1913 in Aplerbeck eine Gelegenheit zum Umsteigen in ihre Normalspurlinie über die Marsbruchstraße, den Westfalendamm und die Märkische Straße ins Dortmunder Zentrum.
Die Teilstrecke Asseln – Aplerbeck führte von Asseln aus auf fast voller Länge durch die Aplerbecker Straße, vorbei an der Zeche Schleswig in Neuasseln und der Zeche Schürbank im Aplerbecker Norden, bevor sie über ein kurzes Stück der heutigen Köln-Berliner Straße den Markt erreichte. Vom Aplerbecker Markt nach Berghofen (Gockel) ging es auf der damaligen Märkischenstraße (dem östlichen Abschnitt der heutigen Wittbräucker Straße), durch eine Unterführung unter der Bergisch-Märkischen Bahn Hörde  – Holzwickede nahe dem Bahnhof Aplerbeck. Ab 1912 wurde auch noch die neuere Bahnstrecke Hörde – Schwerte beim Bahnhof Aplerbeck-Süd überquert. Das für die Endhaltestelle namensgebende Gasthaus Gockel lag an der Kreuzung mit der heutigen Berghofer Straße. Hier gab es eine Gleisverbindung zur Strecke nach Schwerte, aber keinen durchgehenden Verkehr.
Infolge der Verarmung der Bevölkerung nach dem Ersten Weltkrieg hatte sich Ende des Jahres 1922 die wirtschaftliche Situation der Hörder Kreisbahnen so weit verschlechtert, dass der Zusammenbruch des gesamten Liniennetzes zu befürchten war. Um wenigstens einige Hauptlinien weiter betreiben zu können, wurde am 1. November 1922 u. a. der Streckenabschnitt Asseln – Zeche Schleswig (Kolonie Neuasseln) stillgelegt. Das blieb für etwa sechs Jahre so.
Seit der Übernahme der Hörder Kreisbahnen durch die Dortmunder Straßenbahnen GmbH war fest geplant, den Abschnitt Asseln – Neuasseln (Zeche Schleswig) zu reaktivieren. Wichtiger war aber zunächst die Umspurung des Abschnittes Aplerbeck – Schwerter Wald (früher Berghofen Gockel). Am 2. Mai 1929 wurde dieser Abschnitt als Meterspurstrecke stillgelegt und durch einen vorläufigen Verkehr mit Autobussen ersetzt. Am 1. September 1929 wurde die Strecke, jetzt in Normalspur, wieder eröffnet. Sie wurde nunmehr als Verlängerung der Linie 7 Dortmund – Aplerbeck – Schwerter Wald betrieben. Deren Endhaltestelle wurde erst am 1. April 1971 nach Aplerbeck zurückgenommen und der Abschnitt Aplerbeck – Schwerter Wald damit stillgelegt.
Die Wiederaufnahme des Verkehrs auf der Reststrecke Asseln – Aplerbeck erfolgte am 18. Oktober 1928. Ende August 1929 wurde gemeldet, dass die Linie Asseln  – Neuasseln (Zeche Schleswig) – Aplerbeck mit der Stammlinie Aplerbeck – Hörde – Brünninghausen – Barop – Eichlinghofen zu einer durchgehenden Linie Asseln – Eichlinghofen zusammengefasst werden sollte. Vom 28. Juli 1931 an wurde diese auf Asseln – Barop verkürzt. Am 10. Dezember 1933 wurde bekannt, dass die schon länger geplante Grundsanierung der eingleisigen Schienenstrecke zwischen Asseln und der ehemaligen Zeche Schürbank in Aplerbeck aus Platzgründen nicht unter rollendem Rad möglich sei, und dass deshalb ein Ersatzverkehr mit Autobussen eingerichtet werde. Von einer endgültigen Umstellung des Streckenabschnitts auf Busverkehr war da also noch nicht die Rede. Wann genau beschlossen wurde, den Straßenbahnabschnitt Asseln – Aplerbeck endgültig aufzugeben und durch eine Buslinie zu ersetzen, ist nicht belegt. Vielfach wird dafür der 10. Mai 1934 genannt. Sicher ist nur, dass am 20. Juli 1934 bereits mit dem Abbruch der Gleise begonnen worden war.
Im Einzelnen: Am 26. März 1902 wurde die Straßenbahnstrecke Asseln – Aplerbeck Markt – Berghofen Gockel der Hörder Kreisbahnen in Betrieb genommen. Auch die „Schwerter Zeitung“ von Samstag, dem 29. März 1902 berichtete darüber. Die Eröffnung war seit einiger Zeit vorangekündigt worden, so in der „Schwerter Zeitung“ vom 1. Februar 1902, vom 15. Februar 1902 und vom 18. März 1902. Und das „Hörder Volksblatt“ schlug am 19. März 1902 im Vorgriff auf die bevorstehende Eröffnung vor, die Bahnen sowohl von Hörde als auch von Berghofen Gockel nach Aplerbeck nicht am Aplerbecker Markt enden zu lassen, sondern noch ein Stückchen auf der Asselner Linie weiterzuführen (etwa bis zur Wirtschaft Eckrott gegenüber dem Friedhof, heutige Adresse Aplerbecker Straße 428, Dortmund-Aplerbeck), um am Markt ein lästiges Umsteigen zu vermeiden. Dieser Wunsch wurde später nur zur Hälfte erfüllt: Die Bahnen fuhren zunächst durchgehend Asseln – Aplerbeck Markt – Berghofen Gockel, aber Fahrgäste aus und nach Hörde mussten von oder nach den nördlichen Ortsteilen am Marktplatz umsteigen, was zu Wartezeiten und für die dortigen Einzelhändler zu mehr Umsatz führte. Erst mitten im Ersten Weltkrieg, am 14. März 1917, berichtete die „Schwerter Zeitung“ über das mit der öffentlichen Planauslage in Gang gesetzte Vorhaben der Hörder Kreisbahnen, im Bereich der Ausweiche Schürbank ein Aufstellgleis für Kurse aus und in Richtung Hörde anzulegen.
Die Strecke Aplerbeck – Asseln führte vom Markt aus erst ein kurzes Stück ostwärts durch die Köln-Berliner Straße, dann die gesamte restliche Strecke bis Asseln durch die heutige Aplerbecker Straße, vorbei an der damaligen Zeche Schürbank, der Ostseite der Provinzial-Heilanstalt im Aplerbecker Norden und der Kolonie Neu-Asseln mit der Zeche Schleswig. In Asseln konnte vier Jahre später in die normalspurige Straßenbahn auf dem Hellweg umgestiegen werden, am 26. August 1906 zunächst auf den Abschnitt Stadtgrenze Dortmund in Körne – Wambel – Brackel – Asseln – Wickede, ab dem 26. November auch auf den Abschnitt Wickede – Massen – Unna. Betreiber war die Elektrische Straßenbahn des Landkreises Dortmund.
Vom Aplerbecker Markt nach Berghofen Gockel ging es auf der Märkischenstraße (östlicher Teil der heutigen Wittbräucker Straße), durch eine Unterführung unter der Bergisch-Märkischen Bahn Hörde – Holzwickede nahe dem Aplerbecker Bahnhof. Am Gasthaus Gockel gab es eine Gleisverbindung zur älteren Straßenbahn-Strecke Hörde – Schwerte, aber keinen durchgehenden Verkehr.
Ende des Jahres 1922 hatte sich die wirtschaftliche Situation der Hörder Kreisbahnen so weit verschlechtert, dass der Zusammenbruch des gesamten Liniennetzes zu befürchten war (siehe Abschnitt Schwerte – Westhofen: Niedergang, Stilllegung und Abbruch). Um wenigstens einige Hauptlinien weiter betreiben zu können, wurde am 1. November 1922 (neben der Strecke Schwerte – Westhofen, siehe dort) der Streckenabschnitt Asseln – Zeche Schleswig (Kolonie Neuasseln) stillgelegt, wie die „Schwerter Zeitung“ am 31. Oktober 1922 berichtete. Das blieb für etwa sechs Jahre so. Der gleichzeitig stillgelegte Abschnitt Barop – Eichlinghofen wurde wenig später wieder eröffnet. Aber schon am 15. November 1922 mussten mit den Strecken Hombruch – Block Friedrich-Wilhelm und Zeche Schleswig (Neuasseln) – Aplerbeck – Gockel zwei weitere Abschnitte stillgelegt werden, wie der „Dortmunder Zeitung“ am 13. November 1922 zu entnehmen ist. Erst am 1. Mai 1924 konnte der Verkehr auf der Strecke Zeche Schleswig (Neuasseln) – Aplerbeck – Gockel wieder aufgenommen werden, allerdings nur im Stundenabstand, wie ein Artikel und eine Annonce der Hörder Kreisbahnen in der „Schwerter Zeitung“ vom 30. April 1924 dokumentieren.
Am 24. Mai 1927 war laut einer Anzeige der Kreisbahnen lediglich noch die Strecke Asseln - Zeche Schleswig bis auf weiteres außer Betrieb. Seit der Übernahme der Hörder Kreisbahnen durch die Dortmunder Straßenbahnen GmbH war aber fest geplant, diese Strecke zu reaktivieren. Die Wiederaufnahme des Verkehrs erfolgte am 18. Oktober 1928. Zuvor war die Strecke Aplerbeck – Asseln instand gesetzt und mit neuen Oberleitungsmasten ausgestattet worden. Am 21. August 1929 meldete das „Hörder Volksblatt“, dass die Strecke Asseln – Neuasseln (Zeche Schleswig) – Aplerbeck mit der Linie Aplerbeck – Hörde – Brünninghausen – Barop – Eichlinghofen zu einer durchgehenden Linie zusammengefasst werden sollte. Am 27. Juli 1931 dagegen veröffentlichte das „Hörder Volksblatt“ eine Fahrplan-Annonce der Dortmunder Straßenbahnen GmbH, in der die Beschränkung der Linie 17 auf Asseln – Barop bekanntgegeben wird. Die Abschnitte Barop – Eichlinghofen (Linie 10) und Volkspark – Brünninghausen (Linie 18) würden ab 28. Juli 1931 als Pendellinien betrieben. Am 27. Juli 1931 wurde ein neuer Fahrplan veröffentlicht. Das „Hellweg-Märkische Volksblatt“ beklagte in redaktionellen Artikeln am 7. Juli 1932 das auf der Asselner Linie eingesetzte vorsintflutliche Wagenmaterial und am 28. Juli 1932 die beim Umstieg in Asseln zwischen den Linien Barop – Asseln und Dortmund – Asseln – Unna nicht abgestimmten Abfahrtzeiten.
Am 8. Dezember 1933 und am 10. Dezember 1933 meldete die „Dortmunder Zeitung“ in zwei Kurzmitteilungen, dass die schon länger geplante Grundsanierung der eingleisigen Schienenstrecke zwischen Asseln und der ehemaligen Zeche Schürbank in Aplerbeck aus Platzgründen nicht unter rollendem Rad möglich sei, und dass deshalb ein Ersatzverkehr mit Autobussen im 30-Minuten-Takt eingerichtet werde. Von einer endgültigen Umstellung des Streckenabschnitts auf Busverkehr war also noch nicht die Rede, auch nicht in einem Bericht der „Dortmunder Zeitung“ vom 24. Februar 1934:
Der Dortmunder Verkehrsverein hatte ein Preisausschreiben ausgelobt, mit der Fragestellung: Was missfällt und was gefällt Ihnen in Dortmund? Der erste Preisträger hatte sich in seinem Beitrag mit Verbesserungsvorschlägen für die Tarifpolitik der Dortmunder Straßenbahn befasst und unter anderem die Verschiebung von Teilstreckengrenzen empfohlen. Zur Erläuterung diente eine Grafik des Straßenbahn-Netzes, die augenscheinlich auf einem offiziellen Netzplan der Dortmunder Straßenbahnen basierte. Dieser lässt sich zwar nicht exakt datieren, dürfte aber einigermaßen aktuell gewesen sein. Und auf diesem Plan ist die Strecke Aplerbeck – Asseln (noch) als Straßenbahn dargestellt.
Wann genau beschlossen wurde, den Straßenbahnabschnitt Asseln – Aplerbeck endgültig aufzugeben und durch eine Buslinie zu ersetzen, ist unklar: vielleicht am 10. Mai 1934, der in manchen Publikationen als Termin genannt wird. Es finden sich allerdings in den in lokal verbreiteten und digital abrufbaren Zeitungen („Hörder Volksblatt“, „Westfälische Landeszeitung“, „Dortmunder Zeitung“ und „Schwerter Zeitung“) rund um dieses Datum keinerlei Hinweise darauf, dass der Schienenersatzverkehr mit Autobussen als Dauerlösung beschlossen wurde.
Sicher lässt sich die Stilllegung nur auf den Zeitraum zwischen dem 10. Dezember 1933 (siehe oben) und dem 20. Juli 1934 eingrenzen. An diesem Tag nämlich berichtete das „Hörder Volksblatt“ über umfangreiche Abbrucharbeiten auf dem Gelände der ehemaligen Zeche Schleswig und auch an der daran vorbeiführenden Straßenbahnstrecke im Zuge der Aplerbecker Straße. Deren Gleise waren schon herausgerissen, die Oberleitung sollte folgen.
Einen wichtigen Einschnitt bildete, nach der Übernahme der Hörder Kreisbahnen durch die Dortmunder Straßenbahn, die Umspurung des Abschnittes Aplerbeck – Schwerter Wald (früher Berghofen Gockel). Am 2. Mai 1929 wurde dieser Abschnitt als Meterspurstrecke stillgelegt und durch einen vorläufigen Verkehr mit Autobussen ersetzt, wie das „Hörder Volksblatt“ am 1. Mai 1929 berichtete. Am 1. September wurde die Strecke, nunmehr in Normalspur, wieder eröffnet, wie aus der „Dortmunder Zeitung“ vom 30. August 1929 hervorgeht. Die Strecke wurde nunmehr als Verlängerung der Linie 7 Dortmund – Aplerbeck – Schwerter Wald betrieben. Deren Endhaltestelle wurde am 1. April 1971 nach Aplerbeck zurückgenommen und der Abschnitt Aplerbeck – Schwerter Wald stillgelegt.

#### Projekt Aplerbeck– Unna
Die Strecke Aplerbeck – Asseln war um die Jahrhundertwende nicht das einzige Projekt zur Verlängerung der Stammstrecke Hörde – Aplerbeck: Die Allgemeine Lokal- und Straßenbahn-Gesellschaft (ALSAG) als Muttergesellschaft der Hörder Kreisbahnen hatte sich bereits am 31. Januar 1899 von der Regierung die Vorplanung einer Strecke Aplerbeck – Unna genehmigen lassen, wie der „General-Anzeiger“ vom 28. Februar 1899 meldete: 

„Unna, 26. Februar. (Der Allgemeinen Lokal- und Straßenbahngesellschaft) zu Berlin ist durch Erlaß des Ministeriums für öffentliche Arbeiten vom 31. Januar d. J. die Genehmigung zur Vornahme der allgemeinen Vorarbeiten für eine vollspurige elektrisch zu betreibende Straßenbahn für den Personenverkehr von Aplerbeck nach Unna im Anschluß an die Hörder Kreisbahnen erteilt worden. Hoffentlich kommt diese Bahnverbindung, welche für die Stadt Unna und die Gemeinden Aplerbeck, Sölde, Holzwickede von größter Bedeutung ist, bald zu Stande.“

In einem Ministerialerlass vom Juli 1899 wurde aber klargestellt, dass die Strecke nach dem Kleinbahngesetz auch dann zu genehmigen wäre, wenn sie nicht in Normalspur (wie im Dortmunder Netz), sondern in Meterspur (wie bei einem Anschluss an die projektierte Hörder Kreisbahn in Aplerbeck) ausgeführt würde. So berichtet es die „Dortmunder Zeitung“ vom 17. Juli 1899. Die Strecke hätte wohl der alten Köln-Berliner Heerstraße folgen sollen, also den heutigen Straßen Köln-Berliner Straße und Emschertalstraße in Aplerbeck und Sölde, Chaussee in Holzwickede, Provinzialstraße in Holzwickede und Massen und Massener Straße in Unna.

Die Planung war auch 1902 noch nicht zu den Akten gelegt, obwohl die Trasse ziemlich weit von den Ortszentren von Sölde, Holzwickede und Massen entfernt verlaufen wäre und kaum rentabel erschien. Das „Hörder Volksblatt“ meldete am 29. März 1902 über eine Verhandlung des Dortmunder Landrats mit dem für Unna zuständigen Landrat des Kreises Hamm und dem Unnaer Bürgermeister: 

„Hörde, 29. März 1902. Über die Fortführung der Straßenbahn von hier über Aplerbeck nach Unna bemerkte Herr Landrat von Rynsch auf dem letzten Kreistage des Landkreises Dortmund‚ die Strecke von Hörde nach Unna über Aplerbeck biete keine Schwierigkeiten, aber die Inangriffnahme des Baues habe in Anbetracht der schwierigen Lage des Geldmarktes, der sich gegenüber den elektrischen Unternehmungen ablehnend verhält, verschoben werden müssen. Die Stadt Unna stehe dem Unternehmen wohlwollend gegenüber, vor einigen Tagen habe dortselbst mit ihm, dem Landrat, einem Regierungsvertreter und der Stadt Unna in der Angelegenheit eine Besprechung stattgefunden, wobei sich Unna sehr entgegenkommend gezeigt habe.“

 Das Projekt wurde aber nicht verwirklicht.
Es soll hier auch noch die normalspurige Strecke Dortmund – Westfalendamm – Marsbruchstraße – Aplerbeck erwähnt werden, eröffnet am 13. Juni 1913 durch die seit 1. April 1906 in städtischem Besitz befindliche Dortmunder Straßenbahn GmbH. Es ist anzunehmen, dass auch diese Strecke schon vorgeplant wurde, bevor die ALSAG ihr Dortmunder Netz an die Stadt zurückgeben musste. Das könnte erklären, warum das Projekt Aplerbeck – Unna normalspurig geplant wurde.

### Straßenbahnprojekt und Buslinie Hörde Post– Remberg– Zeche Freie-Vogel– Kolonie Kaiserberg, Schüren
Wenig bekannt ist, dass im Frühjahr 1914 schon recht konkret das Projekt einer weiteren Straßenbahn-Strecke der Hörder Kreisbahnen vorangetrieben wurde, angestoßen und mitfinanziert von der Stadt Hörde und der Verwaltung der Zeche „Freie-Vogel und Unverhofft“: Die Strecke Hörde Post – Alter Markt – Weingartenstraße – Am Remberg – Zeche Freie-Vogel – Arbeiterkolonie am Kaiserberg in Schüren West. So nachzulesen in einer Meldung des „Hörder Volksblattes“ vom 9. März 1914: 

„Seit dem Uebergang der Zeche „Freie-Vogel und Unverhofft“ in das Eigentum der Gewerkschaft „Lothringen“ hat eine vollständige Umwälzung des Betriebes stattgefunden, der infolgedessen einen bedeutend größeren Umfang angenommen. Um der vermehrten Belegschaft Wohnungsgelegenheit zu bieten, hat die Gewerkschaft bekanntlich auf dem Kaiserberg eine Arbeiterkolonie und an der angrenzenden Verbindungsstraße nach Schüren eine große Anzahl von Mietshäusern mit 3-Zimmer-Wohnungen errichten lassen, die für je 24 Familien bestimmt sind. Dadurch hat sich die Einwohnerzahl Schürens ganz erheblich vermehrt und es besteht die Absicht, den Bewohnern der Kolonie usw. durch die Errichtung einer Straßenbahn Gelegenheit zu bieten, ihre Einkäufe in Hörde besorgen zu können. Die Bahn soll im Anschluss an die Wellinghofer Strecke über den alten Markt ihren Weg durch die Weingartenstraße und Remberg an der Zeche „Freie Vogel“ und den neuen Wohnhäusern vorbei nehmen, um bei der Kolonie auszulaufen. Unternehmerin der Bahn ist die Gesellschaft der Hörder Kreisbahnen, während Stadt Hörde und die Gewerkschaft „Lothringen“ die Zinsgarantie übernehmen.“

 Am 21. Juni 1914 wird dazu im „Hörder Volksblatt“ aus einer Stadtverordnetenversammlung berichtet, dass Verhandlungen zum Projekt liefen, aber noch keine Verträge abgeschlossen wären. Außerdem wurde der geplante Streckenverlauf in der Innenstadt genauer beschrieben. In einer weiteren Meldung vom 28. Juni 1914 wird von einer Versammlung des Hörder Verschönerungs- und Verkehrsvereins berichtet, in der das Projekt ausführlich und zustimmend diskutiert wurde. Am 27. Juli 1914 berichtet der „General-Anzeiger“ sogar von einem Baubeschluss der Hörder Stadtverordnetenversammlung vom 25. Juli 1914. Die Nachbargemeinde Schüren allerdings lehnte die Hörder Pläne ab und bevorzugte einen Anschluss an das Dortmunder Straßenbahnnetz, wie der „General-Anzeiger“ vom 30. Juli 1914 meldete. Aber nur wenige Tage später, am 1. August, stand Deutschland im Ersten Weltkrieg.

Während des Krieges und in der unmittelbaren Nachkriegszeit mit Inflation und Ruhrbesetzung war an eine Verwirklichung nicht zu denken. Das heißt aber nicht, dass das Projekt in Vergessenheit geraten wäre. Vielmehr wurde es 1925 in veränderter Form realisiert, nämlich als Teil einer Autobuslinie der Hörder Kreisbahn. Die „Schwerter Zeitung“ berichtete am 14. März 1925 von der bevorstehenden Eröffnung. Die Eröffnung zog sich dann noch etwas hin, sollte aber laut „Hörder Volksblatt“ nunmehr in Bälde erfolgen: 

„Höchsten, 5. Juni (Autobus-Verkehr.) Die Hörder Kreisbahnen werden in Bälde die Linie Schüren–Freie Vogel–Remberg–Hörde–Benninghofen–Eigenheim Loh–Wirtschaft Haselhoff aufnehmen.Tagesverkehr in einem Abstand von 30 Minuten. Anschlußfahrten zur Hohensyburg werden nach einem besonderen Plan ausgeführt.“

 Am 8. August 1925 beschloss der Hörder Kreistag, den Landkreis mit 10 % an der geplanten Autobus-Sparte der Hörder Kreisbahn zu beteiligen. Die Sonderfahrten Hörde – Höchsten – Hohensyburg (beispielsweise am 16. August, 19. August, 22. August, 23. August, 6. September, 20. September und 4. Oktober 1925) wurden in der Tagespresse einzeln angekündigt. Für die Aufnahme des fahrplanmäßigen Regelbetriebs auf der Hauptstrecke Schüren – Hörde – Höchsten dagegen ist ein genaues Datum nicht belegt. Durch die Meldung einer Autobus-Panne auf dieser Linie zwischen Hörde Normaluhr (Schlanke Mathilde) und Remberg am 6. Oktober 1925 steht aber fest, dass die Linie spätestens zu diesem Zeitpunkt in Betrieb war. Die Strecke Schüren – Hörde – Höchsten war jedenfalls die erste von der Hörder Kreisbahn fahrplanmäßig betriebene Buslinie und (bis zur Übernahme durch die Dortmunder Straßenbahn 1928) auch die einzige. Der Südast (Hörde – Höchsten) ist bis heute in Betrieb, während der Nordostast (zuletzt Hörde Lyzeum (am alten Markt) – Schüren) am 1. April 1932 eingestellt wurde.

## Weiterentwicklung zur Zeit der Dortmunder Straßenbahn
Kurzfassung: Am 6. Oktober 1927 kaufte die kommunale Dortmunder Straßenbahn GmbH die ziemlich heruntergewirtschaftete Hörder Kreisbahn auf, bis dahin Eigentum der privaten Allgemeinen Lokalbahn- und Kraftwerke AG (ALOKA), bis 1923 ALSAG genannt. Gleichzeitig pachtete die Dortmunder Straßenbahn GmbH von ihrer neuen Tochterfirma deren gesamte Betriebsanlagen und Fahrzeuge und übernahm die Betriebsführung in diesem Netz. Am 14. April 1928 ging die Kreisbahn und ihre Konzession auch gesellschaftsrechtlich in der Dortmunder Straßenbahn GmbH auf. Zu diesem Zeitpunkt (seit dem 1. April 1928) war die zuletzt kreisfreie Stadt Hörde bereits nach Dortmund eingemeindet worden, und die politische Entscheidung zur weiteren Eingemeindung auch noch fast des gesamten Landkreises Hörde nach Dortmund war abzusehen (vollzogen am 1. August 1929).
Die langfristige Planung der Dortmunder Straßenbahn sah zu diesem Zeitpunkt trotz der sich abzeichnenden Wirtschaftskrise noch vor, das gesamte Meterspur-Netz der ehemaligen Hörder Kreisbahn auf Normalspur umzubauen. Vorrang sollten die Strecken haben, die als Verlängerung bestehender Dortmunder Linien in die neuen südlichen Stadtteile von Groß-Dortmund zu betrachten waren und bisher einen Umstieg erforderten: Am Aplerbecker Markt in Richtung Berghofen Gockel (später Schwerter Wald), am Block Friedrich-Wilhelm (später Volkspark) in Richtung Brünninghausen und am Hörder Brückenplatz in Richtung Aplerbeck, Schwerte und Wellinghofen. Vom Verkehrsaufkommen ausgehend hätten die Strecken Hörde – Aplerbeck oder Hörde – Schwerte Priorität haben müssen, es zeigte sich aber, dass wegen der beengten Verhältnisse im Hörder Zentrum keine Trasse in dieser Richtung zu finden war, schon gar nicht eine zweigleisige. Ein späteres Ersatzkonzept sah deshalb vor, die (aus Dortmunder Sicht) tangential verlaufende Linie Eichlinghofen – Barop – Brünninghausen – Hörde – Aplerbeck – Asseln bei der Umspurung zunächst auszusparen, ebenso die Strecke Hörde – Berghofen (Gockel). Damit rückten die Strecken Hörde – Wellinghofen, Aplerbeck – Berghofen Gockel (später Schwerter Wald) und Block (später Volkspark) – Brünninghausen planerisch in den Vordergrund.
In Barop und Hombruch konnte schon am 15. November 1927 die Meterspur-Strecke Barop (Provinzialstraße)  Hombruch (Markt) stillgelegt werden, die mit der Durchbindung der Dortmunder Normalspurlinie nach Hombruch Süd am gleichen Tag überflüssig geworden war.
Zwischen Hörde (Brückenplatz) und Wellinghofen wurde die dortige Meterspur-Strecke nach Vorarbeiten im März am 8. April 1929 stillgelegt, abgebaut und durch eine Autobuslinie ersetzt. Da für die Neubaustrecke ein hohes Verkehrsaufkommen erwartet wurde, wurde sie durchgängig zweigleisig projektiert. Am 11. November 1930 wurde die Strecke vom Hörder Zentrum bis zur eigentlich nur als Provisorium geplanten Wendeschleife an der Brücherhofstraße nunmehr auf Normalspur wieder in Betrieb genommen. Dagegen gab es noch keine Entscheidung über die Weiterführung vom Brücherhof nach Wellinghofen, wo seit langem zwei Alternativen diskutiert wurden. Schließlich musste dieses Projekt wegen der sich abzeichnenden Weltwirtschaftskrise auf Eis gelegt werden. Deshalb wird Wellinghofen seit 1929 und bis heute im ÖPNV nur durch Buslinien erschlossen. Der Abschnitt Hörde – Brücherhofstraße wurde erst am 27. Mai 1983 stillgelegt.
Auch zwischen Aplerbeck (Markt) und Berghofen (Gockel) wurde die Meterspur-Linie am 2. Mai 1929 vorübergehend eingestellt und durch einen Ersatzverkehr mit Autobussen ersetzt. Nach Probefahrten am 27. August 1929 wurde die Strecke am 1. September 1929 wieder in Betrieb genommen, nunmehr in Normalspur, aber weiterhin eingleisig. Als nächster Bauabschnitt war die Umspurung der Strecke Berghofen (Gockel) – Freischütz – Schwerte vorgesehen, die einen durchgehenden Verkehr von Dortmund nach Schwerte ermöglicht hätte, eventuell (nach Wiederaufbau der Strecke Schwerte – Westhofen, siehe dort) sogar bis Westhofen oder bis zum Hagener Straßenbahnnetz in Kabel. Diese Pläne scheiterten aber an der beginnenden Weltwirtschaftskrise. Der Abschnitt Aplerbeck – Schwerter Wald (früher Gockel) wurde erst am 1. April 1971 stillgelegt.
Die Verlängerung der normalspurigen Straßenbahnlinie Dortmund – Block Friedrich Wilhelm (später Volkspark genannt) über die Meterspur-Strecke Steinerne Brücke – Brünninghausen wurde vor allem im Stadtteil Kirchhörde vehement gefordert, möglichst mit einer Verlängerung entlang der Ardeystraße und Hagener Straße bis Kirchhörde oder gar bis zur Schanze. Dafür war es die wichtigste Voraussetzung, den niveaugleichen Bahnübergang der Ardeystraße über die Bergisch-Märkische Bahnstrecke Dortmund Hbf – Hörde – Unna zu ersetzen. Die Tieferlegung der Bahn war auch für die neu trassierte „Ruhrwaldstraße“ (Dortmund – Hagen) erforderlich, für die auch eine neue Straßenbahnlinie vorgesehen war. Auch bei dieser Doppelbaustelle zogen sich die Vorarbeiten so lang hin, dass mit dem Straßenbahnumbau in Normalspur wegen der Weltwirtschaftskrise nicht mehr begonnen werden konnte. Die Meterspurstrecke blieb deshalb bis 1943 in Betrieb und wurde noch – mitten im Zweiten Weltkrieg – durch eine Obus-Linie Volkspark – Brünninghausen – Kirchhörde – Schanze ersetzt. Nach Kriegszerstörungen wurde die Linie am 27. August 1947 wieder eröffnet und bis 1958 zum Dortmunder Hbf verlängert, am 17. Juli 1967 als Obuslinie eingestellt und seitdem wieder als Dieselbus-Linie betrieben.
Der Meterspur-Abschnitt Eichlinghofen – Hörde wurde 1945 stillgelegt. Nach dem Krieg am 16. Oktober 1947 wurde er als Obus-Strecke wiedereröffnet und am 30. Juni 1954 bis Oespel im Westen und Aplerbeck im Osten verlängert. Bereits am 18. Mai 1945 konnte der in Hörde anschließende Meterspur-Stammstreckenabschnitt Hörde – Aplerbeck (als erste Dortmunder Straßenbahnstrecke nach dem Krieg) wieder in Betrieb genommen werden, wurde dann aber abschnittsweise stillgelegt: Depot Berghofen – Aplerbeck (1952) und Depot Berghofen – Hörde (1953). Als letzte wurde die Meterspur-Linie zwischen dem Betriebshof Berghofen und Schwerte am 30. Juni 1954 eingestellt und durch eine Buslinie ersetzt.
Im Einzelnen: Am 6. Oktober 1927 kauften die kommunalen Dortmunder Straßenbahnen GmbH die ziemlich heruntergewirtschafteten Hörder Kreisbahnen, bis dahin Eigentum der privaten Allgemeinen Lokalbahn- und Kraftwerke AG (ALOKA), bis 1923 ALSAG. Gleichzeitig pachteten die Dortmunder Straßenbahnen von ihrer neuen Tochterfirma deren gesamte Betriebsanlagen und Fahrzeuge und übernahmen die Betriebsführung in diesem Netz. Rechtlich stand der vollständigen Verschmelzung der Kreisbahn mit der Dortmunder Straßenbahn nichts mehr im Wege, nachdem die Aufsichtsbehörde im März 1928 dafür grünes Licht gegeben hatte. Am 14. April 1928 gingen die Kreisbahnen und ihre Konzession auch gesellschaftsrechtlich in der kommunalen Dortmunder Straßenbahn GmbH auf. Zu diesem Zeitpunkt (seit dem 1. April 1928) war die zuletzt kreisfreie Stadt Hörde bereits nach Dortmund eingemeindet worden, und die politische Entscheidung zur weiteren Eingemeindung auch noch fast des gesamten Landkreises Hörde nach Dortmund war abzusehen (vollzogen am 1. August 1929).
Die langfristige Planung der Dortmunder Straßenbahn sah vor, das gesamte Meterspur-Netz der ehemaligen Hörder Kreisbahnen auf Normalspur umzubauen. Vorrang sollten die Strecken haben, die als Verlängerung bestehender Dortmunder Linien in die neuen südlichen Stadtteile von Groß-Dortmund zu betrachten waren und bisher einen Umstieg erforderten: Am Aplerbecker Markt (Linie 8, ab 1. September 1929 Linie 7), am Hörder Brückenplatz (Linie 1) und am „Block“ (Volkspark). So hatte es die Dortmunder Straßenbahn es ja schon mit ihrer am 17. November 1927 eröffneten Strecke Dortmund – Barop – Hombruch vorgemacht. Die (aus Dortmunder Sicht) tangential verlaufende Linie Eichlinghofen – Barop – Brünninghausen – Hörde – Aplerbeck – Neu-Asseln sollte zunächst ausgespart bleiben, ebenso die Strecke Hörde – Berghofen (Gockel). Bei der Generalsanierung der Berghofer Straße im Jahr 1930 (Anlage von Gehwegen, Leitungsverlegungen, Sanierung der Meterspurgleise und neues Pflaster) wurde darauf geachtet, dass für einen späteren Einbau von Normalspurgleisen die Straße nicht noch einmal komplett aufgerissen werden müsste.
Im Kreis Hörde war die Betriebsübernahme mit großen Erwartungen in eine Sanierung des Bestandes und Erweiterungen des Netzes verbunden. Genannt wurden vorrangig die Verlängerung der gerade fertiggestellte Normalspur-Strecke Dortmund – Hombruch (Süd) nach Annen, eine Neubaulinie Dortmund – Hengsteysee entlang der projektierten Ruhrwaldstraße und eine Umspurung der Strecke Hörde – Schwerte in Anschluss an die Normalspur-Strecke Dortmund – Hörde. Als zeitlich erste Maßnahme wurde die Normalspur-Umspurung Hörde – Schwerte erwartet. Diese scheiterte aber am fehlenden Platz am Hörder Brückenplatz und daran, dass ein Bau in mehreren Bauabschnitten nicht möglich gewesen wäre. Diese drei Projekte wurden nie verwirklicht. Die 1929 und 1930 tatsächlich fertiggestellten Umspurungen Aplerbeck – Schwerter Wald (Gockel) und Hörde – Brücherhof hatten in Bezug auf das erwartete Verkehrsaufkommen eigentlich keine Priorität, sondern waren nur am einfachsten zu verwirklichen.
In Bezug auf Verbesserungen auf den verbleibenden Meterspur-Strecken wurde in einem Jahresrückblick für das Jahr 1928 im „Hörder Volksblatt“ vom 29. Dezember 1928 erst einmal ein Stillstand beklagt.
1929 begann der Umbau: Zwischen Aplerbeck (Markt) und Berghofen (Gockel) wurde die Meterspur-Linie am 2. Mai 1929 vorübergehend eingestellt und durch einen Ersatzverkehr mit Autobussen ersetzt. Nach Probefahrten am 27. August 1929 wurde die Strecke am 1. September 1929, nunmehr in Normalspur, wieder in Betrieb genommen. Als nächster Bauabschnitt war die Umspurung der Strecke Berghofen (Gockel) – Freischütz – Schwerte vorgesehen, die einen umstiegsfreien Verkehr von Dortmund nach Schwerte ermöglicht hätte, eventuell (nach Wiederaufbau der Strecke Schwerte – Westhofen, siehe dort) sogar bis Westhofen oder bis zum Hagener Straßenbahnnetz in Kabel. Diese Pläne scheiterten aber an der beginnenden Weltwirtschaftskrise.
Die Meterspur-Strecke Hörde (Brückenplatz) – Wellinghofen wurde nach Vorarbeiten im März schon ab dem 8. April 1929 stillgelegt, zum Teil abgebaut und durch eine Autobuslinie durch die Niederhofer Straße ersetzt. Die erbärmlich schlecht ausgebauten Hörder Straßen waren eigentlich für einen solchen Verkehr völlig ungeeignet, was zu vielen Klagen führte. Da für die Neubaustrecke ein hohes Verkehrsaufkommen erwartet wurde, sollte sie durchgängig zweigleisig projektiert werden. Dabei gab es mehrere Problempunkte: 1) Den ebenerdigen Bahnübergang über die Rheinische Bahn im Hörder Norden an der Kluse (erst 1957 durch Stilllegung der Rheinischen Bahn zwischen Dortmund-Süd und Brünninghausen beseitigt); 2) das Hörder Verkehrszentrum am Hörder Brückenplatz mit dem im Wege stehenden Hörder Wahrzeichen, der „Schlanken Mathilde“, einem eisernen Normaluhr-Kandelaber; 3) den Südkopf der „Hörder Brücke“, wo die bisherige Führung mit zwei scharfen Kurven in die Schildstraße und die Wellinghofer Straße nicht zweigleisig umgebaut werden konnte und deshalb ein „besonderer Gleiskörper“ über den ehemaligen Schulhof der Schildschule geplant wurde; und 4) die engen Straßen im Wellinghofer Ortskern. Ende Juni 1930 war der Wiederaufbau der Strecke zwischen dem Hörder Zentrum und der schon fertiggestellten Wellinghofer Straße sowie die Anlage der als Provisorium geplanten Wendeschleife am Brücherhof in vollem Gange.

Dagegen gab es noch keine Klarheit über die Weiterführung vom Brücherhof nach Wellinghofen, wo seit langem Alternativen diskutiert wurden. So schrieb schon am 3. Oktober 1929 eine Hörder Interessengruppe im „Hörder Volksblatt“: 

„Bei unseren Wellinghofer Nachbarn herrscht seit einigen Wochen eine große Beunruhigung wegen der Straßenbahn, die die Dortmunder Straßenbahn-Direktion […] nach der Wellinghofer-Heide zu bauen beabsichtigt. Das Dorf Wellinghofen, das bisher Endstation der stark benutzten Linie der bisherigen Hörder Kreisbahn war würde man im buchstäblichen Sinn: weit links liegen lassen. Die Wellinghofer müßten also, um die Straßenbahn nach Hörde und Dortmund zu erreichen, entweder bis zur früheren Stadtgrenze gehen oder sich zu einem Umwege nach der Holtbrügge bequemen. […] Auch für uns Hörder ist diese neue Linie von größtem Interesse und zwar wegen des Wellinghofer Schwimmbades, das man infolge des starken Besuches aus Hörde schon vielfach als „unsere“ Badeanstalt bezeichnet. […] Bei der neuen Linie der Straßenbahn lassen sich die berechtigten Wünsche unserer Wellinghofer Nachbarn sehr gut mit den ebenso berechtigten Forderungen der Hörder Bürgerschaft vereinigen, wenn die Straßenbahn statt, wie geplant, am nördlichen Rande der Ortschaft vorbeiführend, Wellinghofen südlich berührte. Diese Diskussion wurde auch in der Tagespresse bis zur Inbetriebnahme der Schleife Brücherhofstraße kontrovers diskutiert, aber nicht entschieden.“

Am 11. November 1930 schließlich sollte die Strecke vom Hörder Zentrum bis zur Wendeschleife an der Brücherhofstraße nach ihrer Umspurung auf Normalspur wieder in Betrieb genommen werden, wie das „Hörder Volksblatt“ am 10. November 1930 meldete: 

„Der Durchgangsverkehr auf der Strecke Hörde – Brücherhofstraße der Linie 1 der Dortmunder Straßenbahn wird vom morgigen Tage ab durchgeführt, nachdem in den letzten Tagen der vergangenen Woche Probefahrten (statt-) gefunden haben und die Strecke polizeilich abgenommen worden ist. Vom gleichen Tage fährt der Autobus nur noch von der Brücherhofstraße nach Wellinghofen und zurück. Die Autobuslinie Schüren – Höchsten fährt wieder über die Eisenbahnbrücke in altgewohnter Weise durch.“

 Anscheinend gab es noch immer keine Festlegung der Dortmunder Straßenbahn auf eine der beiden alternativen Streckenführungen in Wellinghofen, bis das Projekt wegen der Weltwirtschaftskrise auf Eis gelegt werden musste. Jedenfalls wird Wellinghofen seit 1929 und bis heute im ÖPNV nur durch Buslinien erschlossen.
Die Verlängerung der normalspurigen Straßenbahnlinie Dortmund – Block Friedrich Wilhelm (später Volkspark genannt) nach Brünninghausen wurde vor allem im Stadtteil Kirchhörde vehement gefordert, möglichst mit einer Verlängerung entlang der Ardeystraße und Hagener Straße bis Kirchhörde oder gar bis Schanze. Dafür war es die wichtigste Voraussetzung, dass der niveaugleiche Bahnübergang der Ardeystraße über die vielbefahrene Bergisch-Märkische Bahnstrecke Dortmund Hbf – Hörde – Unna durch eine Überführung ersetzt wurde. Die Weichen dazu wurden am 29. September 1930 durch einen Vertrag zwischen der Stadt Dortmund und der Reichsbahnverwaltung gestellt: Die Bahnlinie sollte um über drei Meter abgesenkt und etwas nach Süden verschwenkt werden. Dadurch war es möglich, das Brückenbauwerk und die neue Bahntrasse bei zunächst weiter laufendem Bahnbetrieb zu bauen und diesen nur kurz zu unterbrechen. Die Tieferlegung der Bahn war auch für die neu trassierte wichtige Nord-Süd-Verbindung „Ruhrwaldstraße“ (Dortmund – Hagen) erforderlich. Auch bei dieser Baustelle zogen sich die Vorarbeiten so lang hin, dass mit dem Straßenbahnumbau in Normalspur wegen der Weltwirtschaftskrise nicht mehr begonnen werden konnte. Die Meterspurstrecke blieb deshalb bis 1943 in Betrieb und wurde dann – mitten im Zweiten Weltkrieg – durch eine Obus-Linie Volkspark – Brünninghausen – Kirchhörde – Schanze ersetzt (Linie B, später Linie 43). Dadurch konnte im bis dahin mit Dieselbussen bedienten Abschnitt Brünninghausen – Schanze kriegswichtiger Kraftstoff eingespart werden. Nach Kriegszerstörungen wurde die Linie am 27. August 1947 wieder eröffnet und bis 1958 zum Dortmunder Hbf verlängert, am 17. Juli 1967 als Obuslinie eingestellt und wieder als Dieselbus-Linie betrieben.
Der Meterspur-Abschnitt Eichlinghofen – Hörde wurde 1945 stillgelegt, nach dem Krieg am 16. Oktober 1947 als Obus-Strecke wiedereröffnet und am 30. Juni 1954 bis Aplerbeck verlängert (Linie C, später Linie 47). Zwischen Brünninghausen und Hörde verlief die Obusstrecke zunächst wie früher die Straßenbahn durch die Hochofenstraße, später durch die neu angelegte Nortkirchenstraße und den Entenpoth. Außerdem wurde die Strecke von Eichlinghofen nach Oespel verlängert. Als Obusstrecke wurde die Gesamtstrecke Oespel – Aplerbeck 1961 stillgelegt und wieder mit Diesel-Bussen betrieben. Der Meterspur-Stammstreckenabschnitt Hörde – Aplerbeck konnte nach dem Krieg (als erste Dortmunder Strecke) bereits am 18. Mai 1945 wieder in Betrieb genommen werden, wurde dann aber abschnittsweise stillgelegt: Depot Berghofen – Aplerbeck (1952) und Depot Berghofen – Hörde (1953). Als letzte wurde die Meterspur-Linie zwischen dem Betriebshof Berghofen und Schwerte am 30. Juni 1954 eingestellt und durch eine Buslinie ersetzt.